# サッポロビール
サッポロビール株式会社（英: Sapporo Breweries Limited）は、東京都渋谷区恵比寿に本社を置く、日本の大手ビールメーカーである。1876年（明治9年）に、政府の開拓使が北海道札幌市に札幌麦酒醸造所を設立し、そこで作られた「冷製札幌ビール」が社名の由来とされている。
1949年9月1日に、過度経済力集中排除法及び企業再建整備法の適用を受けた大日本麦酒株式会社の決定整備計画に基づき『日本麦酒株式会社』として設立、1964年1月にサッポロビール株式会社（初代法人）に商号変更した。
グループの持株会社体制へ移行に伴い2003年7月1日にサッポロホールディングス株式会社へ商号を変更し、現業一切を同日設立された新設会社「サッポロビール株式会社」（二代目法人）へ分割譲渡し、純粋持株会社に移行した。本項は2003年6月30日までの旧会社と同年7月1日以降の現行会社について述べる。

## 会社概要
1876年（明治9年）9月に、開拓次官の黒田清隆の指揮で村橋久成や中川清兵衛を始めとする有志が、札幌に開拓使麦酒醸造所を設立し、翌年に冷製「札幌麦酒」（札幌ビール）の製造を開始する。
1886年（明治19年）に大倉財閥の創始者・大倉喜八郎率いる大倉組商会が官立醸造所の払下を受け、1887年（明治20年）に大倉と渋沢財閥の創始者渋沢栄一、浅野財閥の創始者浅野総一郎らが札幌麦酒株式会社を設立し、同社が製造販売を行う。
1906年（明治39年）に、三井物産系列でヱビスビールを製造して販売する日本麦酒醸造、アサヒビールを製造して販売する大阪麦酒、と合併して大日本麦酒となる。この時、静岡県東部・長野県・新潟県以東でサッポロビールは存続する。
1933年（昭和8年）に根津財閥の創始者根津嘉一郎がユニオンビールと三ツ矢サイダーを製造して販売する日本麦酒鑛泉を、1943年（昭和18年）に、旧鈴木商店系で1939年（昭和14年）に帝国麦酒から社名変更し、サクラビールを製造して販売する櫻麦酒をそれぞれ併合し、大日本麦酒製品の市場占有率は7割以上となった。
1943年（昭和18年）にビールの商標が禁止されてサッポロビールのブランドは一時消滅する。1949年（昭和24年）に、過度経済力集中排除法に基づいて大日本麦酒が朝日麦酒と日本麦酒に分割された際、日本麦酒はニッポンビールのブランドを採用した。
ニッポンビールの苦戦と共に愛飲家からサッポロビール復活が望まれ、1956年（昭和31年）にまず北海道で復活して1957年（昭和32年）から全国でサッポロビールを発売し、1964年（昭和39年）に会社の商号を「サッポロビール株式会社」とする。サッポロビールの商標復活に、ビール業界で数少ない醸造技術者出身の社長である松山茂助が尽力した。
ビール類の市場占有率は、会社分割後の日本麦酒が1949年に38.7パーセントで1位となり1952年（昭和27年）まで単独1位、1953年（昭和28年）は原料配給の関係で日本・麒麟・朝日は3社同率、1954年（昭和29年）は1位から麒麟、朝日の順で日本麦酒は第3位、1961年（昭和36年）に2位となり、以降、商号変更後も2位を維持して1970年代の生ビール競争も善戦したが、1989年（昭和64年/平成元年）はアサヒが2位でサッポロは3位、2008年（平成20年）はサントリーが3位でサッポロは4位、2009年（平成21年）も4位であった。当社が開拓した第三のビール分野もキリンビールに次ぐ2位で、2008年・2009年上半期ブランド別ビール類販売数量順位では、ビールの黒ラベルが唯一ランクインした。サッポログループ全体の2006（平成18）年度連結決算は、恵比寿ガーデンプレイスなど不動産事業の利益は37億円で酒類事業の経常利益9億円を圧倒し、後述のスティール・パートナーズの株取得を誘引した。

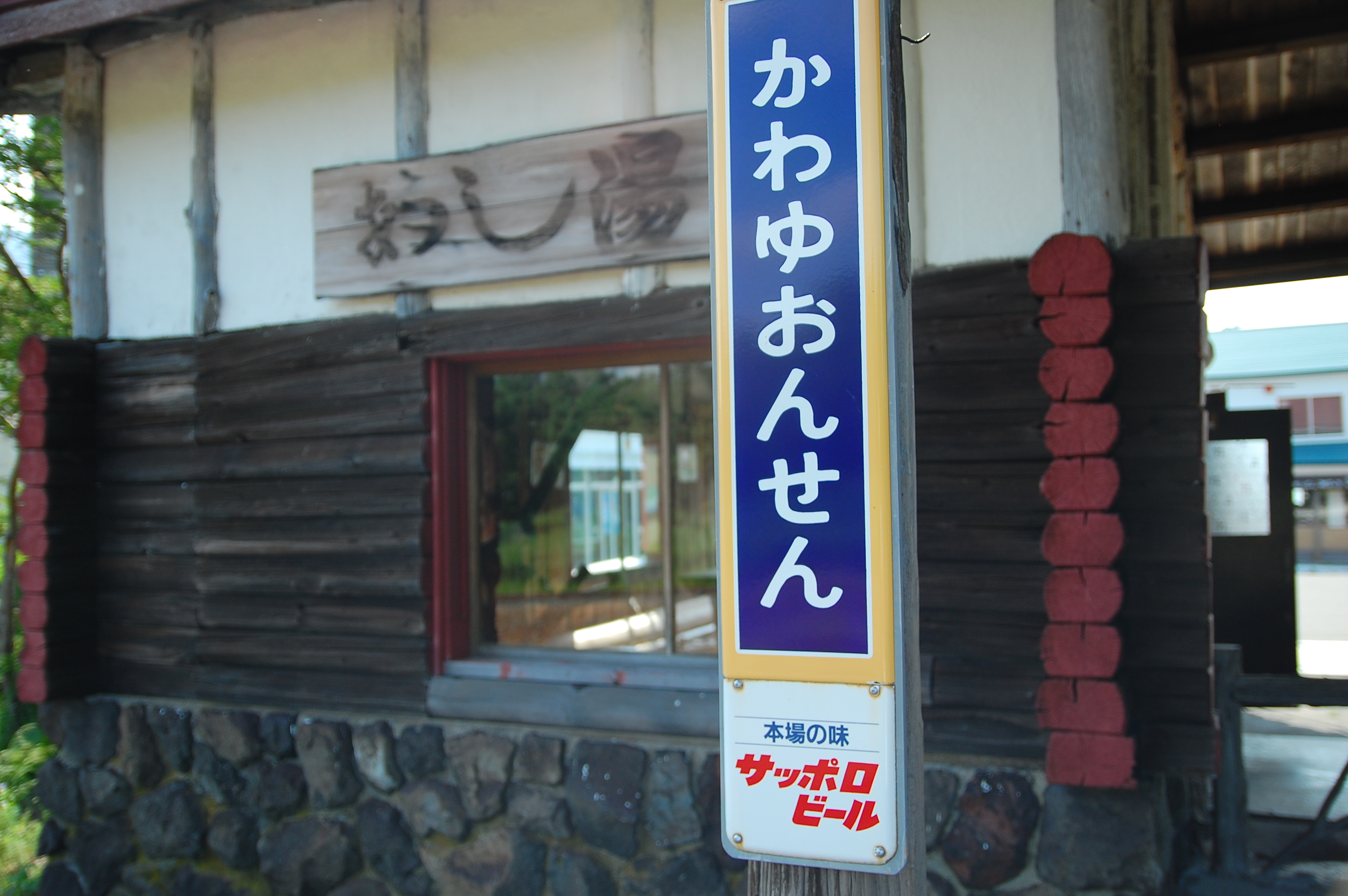
川湯温泉駅のホーム柱の駅名表示板下に掲出された広告

来歴から北海道内の知名度は非常に高く、道内の公共交通施設に「本場の味：サッポロビール」などの広告掲出が多い。道内の飲食店は「ビール」の注文にサッポロビールを提供する時代が長かったが、平成になってからは道内においても他社のビールが多く販売されるようになったため、「北海道は、サッポロビール。」の企業イメージで道内限定のキャンペーンを行うなどして北海道市場の確保に尽力している。
大日本麦酒が分割された際に東日本を主要地域とする日本麦酒として発足したことから、大阪など関西や西日本地区の販売は高くなく、吉本興業と「よーし、もっと黒ラベル」キャンペーンを催すなどしている。
サッポロビールのラベルに描かれている五芒星は北極星（ポラリス）を表す前身の開拓使麦酒醸造所を保有していた北海道開拓使の徽章で、同社の伝統である。
現在のサッポロビールは、2003年（平成15年）7月1日に当時のサッポロビール株式会社（同日付でサッポロホールディングス株式会社と商号変更）の会社分割により設立されたものである。
2008年（平成20年）3月末に大阪工場（大阪府茨木市）が閉鎖され、現在の西日本の生産拠点は九州日田工場（大分県日田市：開設当時は「新九州工場」）の1ヶ所のみとなっている。
同業他社やアルコール取り扱いメーカーでも展開している容器入り低アルコール事業において、同社も2004年から参入し、缶入りチューハイ・カクテルを製造・販売していたが、ビール類（ビール・発泡酒・第三のビール）事業に経営資源を集中するため2007年（平成19年）までに業務用の「氷彩サワー」を除いて撤退した。しかし、若年層のビール離れが進み低アルコール飲料を好む状況から商品ラインナップの充実化が必要と判断して2010年（平成22年）に容器入り低アルコール事業に再参入し、同年5月26日に不二家との共同開発による「ネクターピーチサワー」を発売した。

## 協働契約栽培
専門技能を持つフィールドマンが直接生産地に赴いて協働で生産する取り組み。このことにより、サッポロビールが栽培から加工までの管理に関わることになる。
2003年（平成15年）9月、サッポロビールは「2006年までにすべての麦芽とホップを協働契約栽培にする」と宣言し、達成している。
この取り組みに対しては次のような受賞歴、表彰歴がある。
- 2006年（平成18年）11月 カナダ連邦政府より、カナダ産麦芽の売上と評価を高めたとして「2006年カナダ 農産食品優秀賞」を受賞[13]。
- 2007年（平成19年）5月 オーストラリアのサウス・オーストラリア州政府より、現地の穀物産業や同州の生産者に対しての多大な貢献を評価するとして表彰を受ける[13]。
- 2008年（平成20年）2月 ドイツのバーデン＝ヴュルテンベルク州政府より、協働契約栽培の取組みを評価するとして表彰を受ける[13]。
- 2008年（平成20年）5月 ドイツ連邦政府より、協働契約栽培の取組みを評価されて「ドイツ連邦栄誉賞 金賞」を受賞[14][13]。日本企業としても、ドイツ国外のビール醸造メーカーとしても初の受賞となった[14]。

## 沿革
- 1876年9月 - 開拓使麦酒醸造所として創業。
- 1877年 - 冷製「札幌ビール」発売。
- 1882年3月16日 - 札幌麦酒醸造所に改称。
- 1884年5月 - 札幌麦酒醸造場に改称。
- 1886年12月 - 大倉組札幌麦酒醸造場に改称。
- 1887年12月28日 - 札幌麦酒会社を設立。
- 1893年12月27日 - 札幌麦酒株式会社に社名変更。
- 1899年 - 日本麦酒醸造会社工場竣工（後のサッポロビール恵比寿工場）。

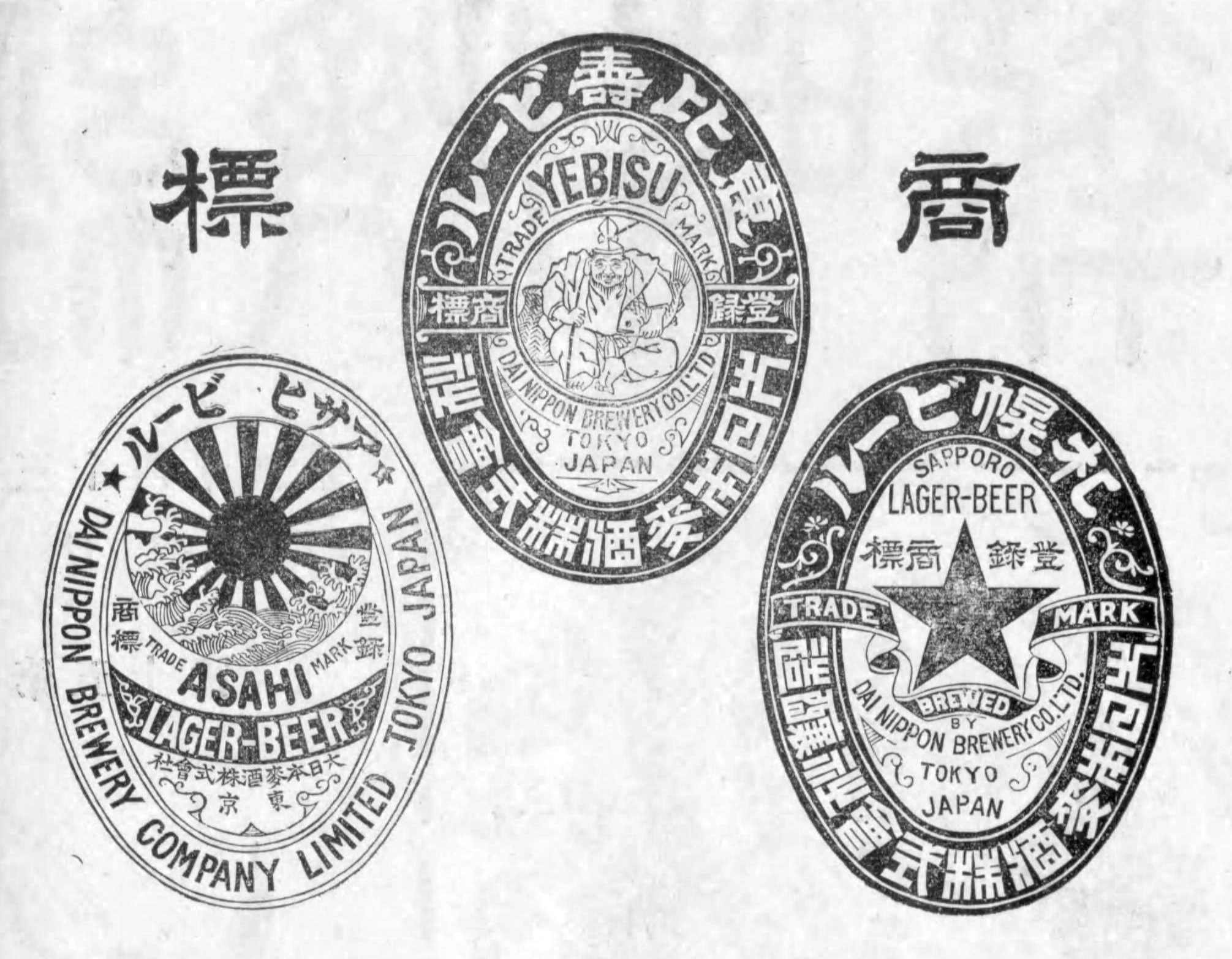
大日本麦酒 商標（1906年）

- 1906年3月26日 - 大阪麦酒・日本麦酒・札幌麦酒の3社合同により、大日本麦酒株式会社を設立[15]。
- 1909年6月10日 - 清涼飲料水「シトロン」発売。
- 1911年5月23日 - 清涼飲料水「ナポリン」発売。
- 1913年 - 帝国麦酒株式会社工場竣工（後のサッポロビール九州工場）。
- 1914年3月21日 - 清涼飲料水「リボンラズベリー」「リボンタンサン」発売。
- 1923年
  - 2月21日 - 日本麦酒鑛泉株式会社東京工場竣工（後のサッポロビール埼玉工場）。
  - 6月6日 - 大日本麦酒株式会社名古屋工場竣工（後のサッポロビール名古屋工場）。
- 1949年
  - 9月1日 - 過度経済力集中排除法及び企業再建整備法の適用を受けた大日本麦酒株式会社の決定整備計画に基づき、日本麦酒株式会社を設立。初代社長に柴田清（1887－1961、栃木県出身、東京帝大卒、大日本麦酒元常務）[16]。
  - 12月1日 - 「ニッポンビール」発売。
- 1952年
  - 4月1日 - 「全糖リボンシトロン」「リボンタンサン」発売。
  - 4月21日 - 「リボンジュース」発売。
- 1955年5月 - 「濃縮リボンジュース」発売。
- 1956年3月23日 - 「サッポロビール」復活。
- 1961年 - 大阪工場竣工。
- 1964年1月1日 - サッポロビール株式会社（初代法人）に社名変更し、本店を東京都中央区銀座に移転。
- 1971年
  - 5月14日 - 仙台工場竣工。
- 1980年 - 静岡工場竣工。
- 1987年7月 - 札幌第二工場跡地に「サッポロビール博物館」として開館。
- 1988年6月20日 - 千葉工場竣工。
- 1989年 - 北海道工場竣工。
- 1992年 - 「サッポロビール」が「サッポロラガービール」に名称変更。
- 1993年 - 札幌第一工場跡地に「サッポロファクトリー」として開業。
- 1994年
  - 9月 - 本社を渋谷区恵比寿に移転。
  - 10月8日 - 恵比寿工場跡地に「恵比寿ガーデンプレイス」として開業。
- 2000年3月 - 九州日田工場竣工。
- 2003年
  - 7月1日 - 持株会社に移行し、サッポロホールディングス株式会社に社名変更。同時にサッポロビール株式会社（二代目法人）を設立。
- 2006年 - キッコーマンの酒類事業（トライアングル・ホワイトリカー・四方春など）を譲受。
- 2010年2月 - 恵比寿ガーデンプレイスに「ヱビスビール記念館」を開館[17]。
- 2022年8月 - 子会社のサッポロUSAが米国のクラフトビールメーカーであるストーン・ブリューイング（英語版）を子会社化[18][19]。

## 主力商品

### ビール

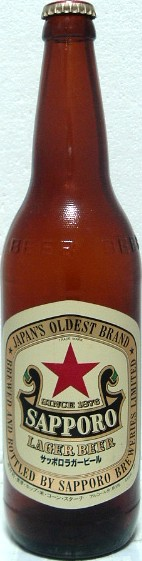
サッポロラガービール

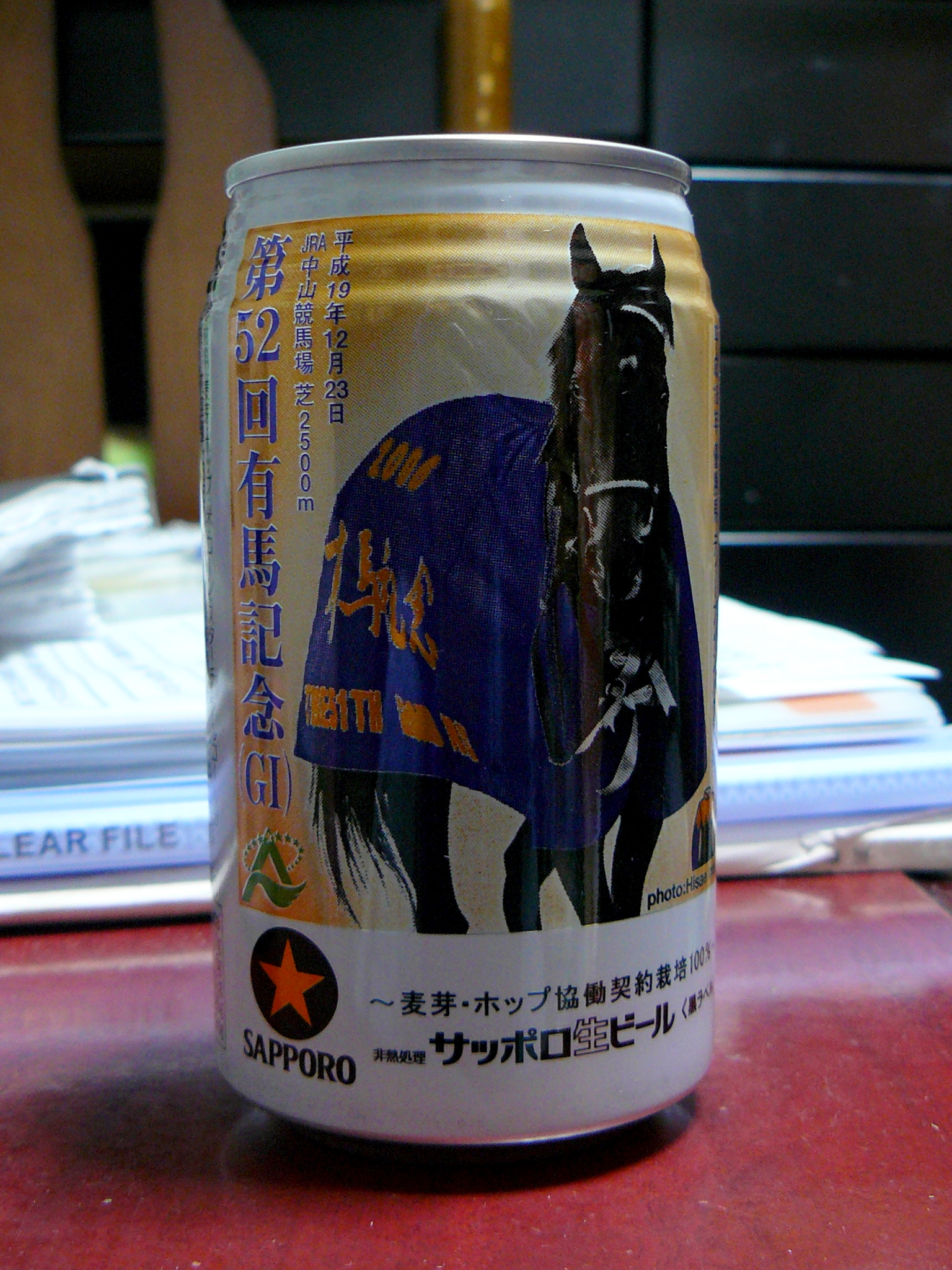
サッポロ生ビール〈黒ラベル〉第52回有馬記念缶。2006年第51回優勝馬ディープインパクトが描かれている。

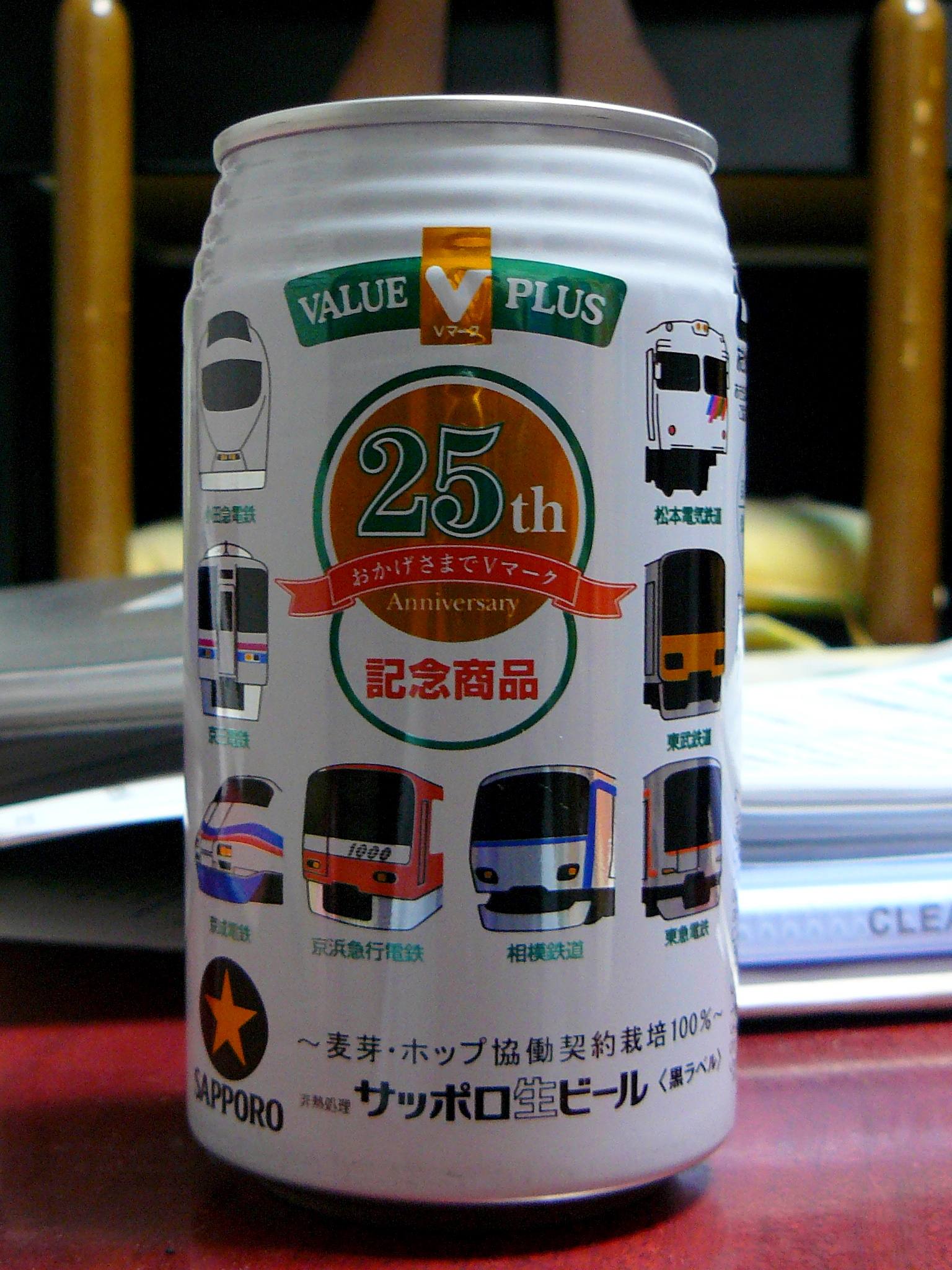
サッポロ生ビール〈黒ラベル〉電鉄系ストアのブランド「Vマーク」の25周年を記念したもの。小田急電鉄、京王電鉄、京成電鉄、京浜急行電鉄、相模鉄道、東急電鉄、東武鉄道、松本電気鉄道各社の車両が描かれている。

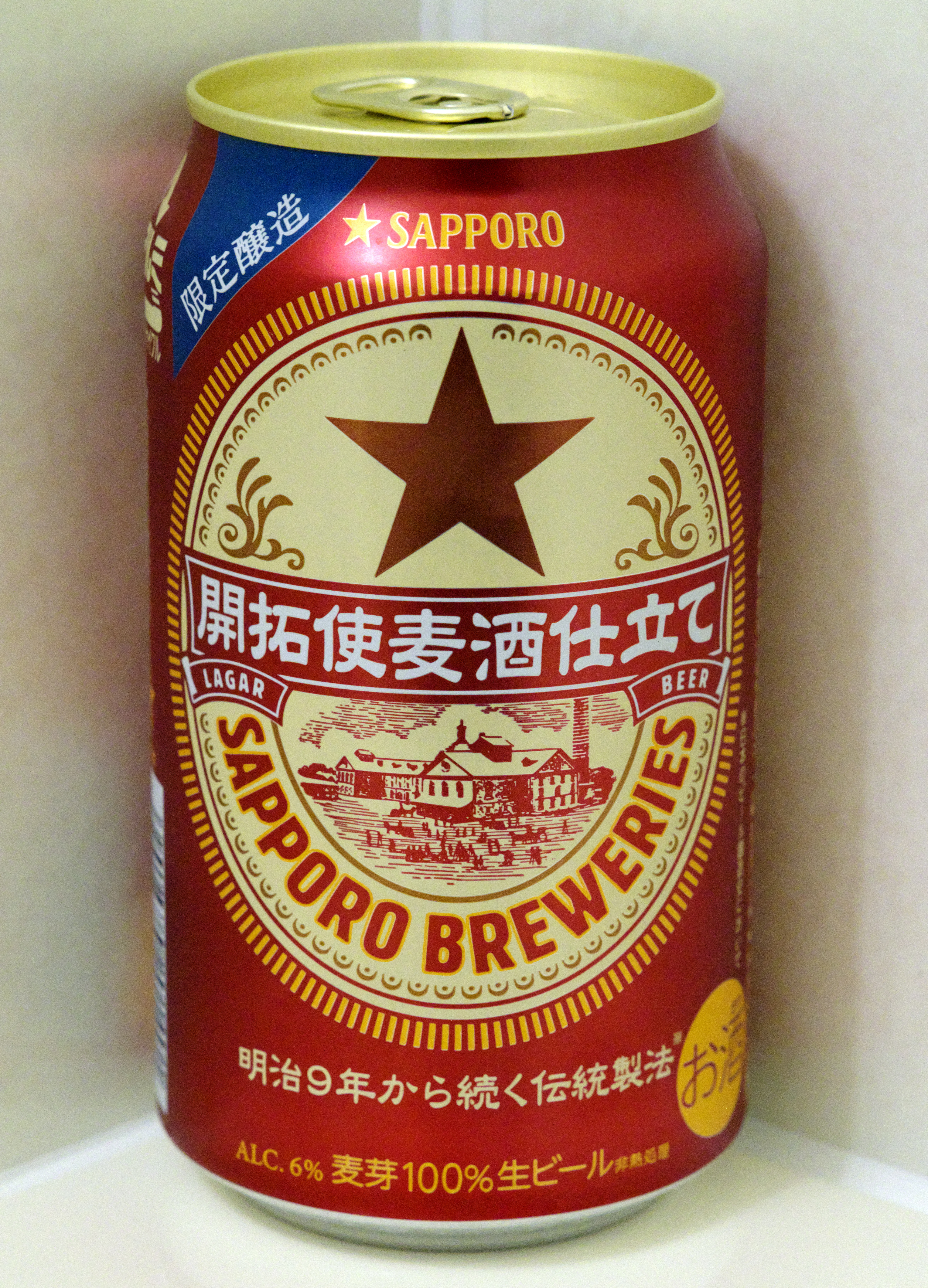
2021年冬発売、サッポロ 開拓使麦酒仕立て350ml缶

- サッポロ生ビール黒ラベル
同社の主力商品。「できたての生ビールのひと口目のうまさ」を思わせるバランスの取れた味わいが特徴。金色の星（北極星）がシンボル。ブランド別ビール類販売数量順位において、2008年第6位、2009年上半期第5位[7]。2011年3月上旬より、旨さ長持ち麦芽を一部採用している。
- サッポロ生ビール黒ラベル 東北ホップ100%
2011年10月16日より限定発売。東北地方産ホップを100%使用し、爽やかさを強めた。2009年より東北6県（青森県・岩手県・秋田県・山形県・宮城県・福島県）限定発売を行い、2011年は東日本大震災の復興支援を目的に、全国販売となった。2012年は10月24日に再度東北限定で発売。
- サッポロ生ビール黒ラベル The北海道
2013年より北海道地区限定発売。原料の大麦麦芽は、オホーツク産と富良野産の「りょうふう」。ホップは富良野産「ゴールデンスター」を使用している。その他、副原料としては、北海道産米「ゆめぴりか」を100%使用。スターチ（馬鈴薯でんぷん）、コーンパウダーも北海道産のものを一部使用。文字どおり、北海道産の原料にこだわっている。
- サッポロラガービール
日本のビールメーカーでは数少ない「熱処理」によるピルスナー系ラガービール（したがっていわゆる「生ビール」ではない）。赤色の星がシンボル。赤色の星の由来は開拓使旗（北辰旗）である。中瓶、大瓶のみが存在し飲食店中心の販売（実質的には業務用扱い）であるが、販売店によっては個人向けに販売をすることもある。2008年9月、約30年ぶりに缶入り（350mlと500ml）が期間限定で復活販売され、好評につきその後、缶入り製品の限定生産販売が不定期で行われている。
業売店・飲食店・愛飲家からの通称は、そのラベルにちなみ「赤星」。近年では公式サイトにおいても、その通称を認めており[20]、「赤星」繋がりで関西地区でのイメージキャラクターに赤星憲広（元阪神タイガース選手・野球評論家）を起用している（CMに起用するだけではなく、赤星自身が設立した基金「Ring of Red ～赤星憲広の輪を広げる基金～」に、近畿圏本部管轄エリアにおける中瓶・大瓶の売上の一部を寄付している）。
サッポロホールディングス社長の尾賀真城も新聞インタビューで「赤星」と呼んでいる。1970～72年に三船敏郎を起用したCM「男は黙ってサッポロビール」で販促していた銘柄でもあり、「レトロ感」から「ガード下の店を中心に（取り扱いが）増えている」という[21]。
- ヱビスビール
東京・恵比寿の由来（ブランドがそのまま地名となった）。プレミアムビール市場において2007年まで販売数量首位銘柄であったが、2008年以降は第2位になっている[22]。

- ヱビス プレミアムブラック（旧・ヱビス〈黒〉→ヱビス＜ザ・ブラック＞）
ヱビスビールブランドの黒ビール。発売当初、予定販売量を超えて売れ、生産が追いつかないという理由で販売を一時中止した。2007年にヱビス〈黒〉から＜ザ・ブラック＞にリニューアル、更に2013年5月にヱビス プレミアムブラックに再リニューアル。
- 琥珀ヱビス
通常のヱビスビールに厳選したクリスタル麦芽を追加した特別版のヱビスビールである。冬期向けということもあってアルコール度数が5.5度と通常のヱビスビールより高いのも特徴。2006年（平成18年）以降冬季限定で発売されている。2007年（平成19年）の冬期からは首都圏限定で通年商品として業務用の樽生も販売されている。
- シルクヱビス
小麦麦芽を一部使用。きめ細かい泡となめらかな口当たりを特徴とする。2009年3月4日より春期限定発売。2010年2月24日より通年販売。
- ヱビス スタウト クリーミートップ
今までの黒ビールにはない、スムースな口当たりと、まろやかなコク、ソフトな後味が特徴。日本のビールに関する定義[23]においてスタウトに分類されるが、下面発酵でシュバルツに近い。ギネスの代替商品として開発され、2009年7月3日より業務用の樽生限定発売。320ml缶は2012年9月5日より数量限定販売（8月1日よりコンビニエンスストアで先行発売）。缶製品は、缶蓋の開口部が狭く、周囲にディンプル（くぼみ）を施したオリジナルの缶蓋を採用し、ガスの一部に窒素を使用（ガス圧は通常のビールの約半分）することで、グラスに丁寧に注ぎだすとグラス中で泡の対流が起こり、クリーミーな泡ができる。
- サッポロクラシック（北海道限定ビール）
1985年発売開始。地域限定醸造ビールの先駆けとなった。麦芽100%。

- サッポロクラシック 富良野VINTAGE
2008年より毎年秋に北海道で期間限定発売。実際の商品名は「富良野 - 」の手前に年号（西暦）が入る。富良野産の摘み立て生ホップを使用。
- サッポロ冬物語
日本初の冬季限定ビール。最初の発売は1988年である。1996年までは発売時の味を維持していたが、その後は数年ごとに味の変更を行い、2005年より原材料に米、コーンスターチ含から麦芽100%に変更された（2012年は発売時の味を復刻するため、副原料を使用している）。初期は缶と瓶の並行販売だったが中期以降から缶のみの販売となる。
2008年 - 2009年シーズンまでは毎年販売されていたが、2009年は発売されず、2010年に炭焼き麦芽を一部使用するリニューアルを行い、2年ぶりに発売した。2011年版は2008年以前と同様のピルスナーに戻っている。2012年版は、発売25周年を記念して1988年発売当時の深みのあるコクとキレの良い後味を再現し、缶は新たにデザインされたものだが、2001年以来の白を基調とした配色（2002年以降は青を基調としていた）になっている。
2005年版はシンガーソングライターのさだまさしが缶のデザインを担当した。
CMソングは1991年に使用された槇原敬之が歌う『冬がはじまるよ』を2008年に再び使用。2011年も店頭とインターネット上で使用され、こちらは同曲が発売してから20周年を記念し再レコーディングした専用バージョンの曲が用意された[24]。
1993年には麒麟麦酒が類似品「冬仕立て」を発売した際にサッポロがクレームをつけ、発売中止に追い込んだ。しかし9年後には「ファインラガー」の件で立場が逆転した。

- 白穂乃香
那須工場製造一号として製造。首都圏の一部や那須工場内ビアホールのみの限定生産である。スタイルは以前の所有者だった銀河高原ビールの主力商品と同じヴァイツェン。
- エーデルピルス（現在は業務用の樽生限定）
- 新潟限定ビイル 風味爽快ニシテ
新潟県内限定発売。2012年5月に業務用の樽詰を販売開始し、同年7月には缶製品を期間限定販売。新潟県は開拓使麦酒醸造所の醸造師・中川清兵衛やサッポロビール創業者の大倉喜八郎の出身地であることから地縁が深い。商品名の由来は冷製札幌ビールの効能書きの一節「風味爽快ニシテ健胃ノ効アリ」から取った[25]。
- サッポロ銀座ライオンプレミアム
2010年10月27日発売。サッポロビールのビアホール「銀座ライオン」でのみ販売されている麦芽100%生ビールをコンビニエンスストアで数量限定販売。また、2013年9月4日より、長期熟成と麦芽量を増加させ、リニューアルしたものを同じくコンビニエンスストアで数量限定で販売されている。
- サッポロまるごと国産
2014年4月22日に関東エリアで数量限定(350ml缶24本、5万ケース)発売されたプレミアムビール。国産原料100%使用し、大麦は埼玉県産｢彩の星｣、ホップは富良野県産｢リトルスター｣を使用している。2011年に発足した｢畑からのビールつくりプロジェクト｣の初めての商品であり、商品開発、原料作り(品種改良)から種まき、製造まですべて自社の様々な職種や年齢の社員が参画している。[26]
- サッポロ百人のキセキ 至福のブラウンエール
2014年8月5日コンビニエンスストアで数量限定販売。新しいビールの開発を行うサッポロビール主催のプロジェクト「百人ビール・ラボ」から生まれた商品。香り高く芳醇な味わいが特徴。
- サッポロ NIPPON PILS
2015年12月8日に数量限定販売。原料は北海道産大麦「りょうふう」、埼玉県産大麦「彩の星」、北海道富良野産ホップ「リトルスター」、東北産ホップ「信州早生」など国産のもののみを使用[27]。
- サッポロ　開拓使麦酒仕立て
2021年2月2日からファミリーマートにて数量限定販売。当初は1月12日から発売予定だったが、商品デザインの一部に誤表記（LAGAR、正しくはLAGER）が判明。1月8日に発売の中止が発表されたが、同月13日に発売中止を取り消した[28]。明治9年に日本人による初のビール工場として開業した「開拓使麦酒醸造所」で用いられていた伝統的な製法を採用。

### 発泡酒
- サッポロ 北海道生搾り

- サッポロ 極ZERO
2013年6月19日発売。糖質ゼロに加え、プリン体0.00mgを実現。
当初「第三のビール」（リキュール（発泡性）①）として発売していたが、国税庁から第三のビールに該当しない可能性を指摘され、2014年5月に販売打切り、2014年7月15日より発泡酒として再発売[29]。2017年4月、社内調査で第三のビールに該当すると結論付け、国税当局や国税不服審判所に返還を求めたが退けられたため、返還を認めないとした処分の取り消しを求め、東京地方裁判所に提訴した。2019年2月6日、東京地方裁判所（古田孝夫裁判長）の判決があり、第三のビールには「該当しない」として、自主納付した酒税約115億円の返還を求めたサッポロ側の主張を退けた。古田裁判長は「製品の製造工程、過程で採取された各種データなどを検討した結果、製品は『その他の発泡性種類』（第三のビール）に該当しないものと判断した」と述べた[30]。

### 第三のビール（新ジャンル） → 発泡酒②[31]
- サッポロ ドラフトワン
麦芽も麦も一切使わず、えんどう豆から抽出した『エンドウたんぱく』を麦芽の代わりに使用したビールテイストの新アルコール飲料。新ジャンルの業界第1号製品である。当初は『その他の醸造酒（発泡性）①』に分類されていたが、2023年10月1日施行の酒税法の改正に伴い、『発泡酒②』に分類されることとなった。
2010年3月のリニューアルからは製造効率の改善により実現したコスト削減により、他の新ジャンルよりも安価な価格を実現させた。
2012年3月ブラッシュアップ。

- サッポロ 麦とホップ The gold
旧称は『サッポロ 麦とホップ』。『リキュール（発泡性）①』に分類。その名の通り原料は麦(麦芽、大麦)とホップのみにこだわり『ビールと間違えるうまさ』を提供中。
2010年1月のリニューアルからはドイツ産アロマホップを一部使用し香りの良さも向上した。
2011年1月のリニューアルでは、泡持ちを改善し、新ジャンル特有の臭みを軽減した。
2012年1月25日のリニューアルでは、チェコ産ファインアロマホップを一部使用し、より雑味のないあと味に改善する。
「私には、ビールです。」や「ますますビールと間違えるほどのうまさ。」というフレーズを広告に入れているためか、「本製品はビールではありません」という注意書きも広告などに書かれている。
2014年2月4日に大幅刷新を行い、商品名を『サッポロ 麦とホップ The gold』に変更。「リッチゴールド麦芽」と「ゴールデンアロマホップ」を使用する。
- サッポロ 麦とホップ〈黒〉
2012年3月28日発売。本格的な黒ビールが持つ、コクと苦味を新ジャンルで実現した。2010年4月 - 5月に実施したキャンペーンでプレゼントした商品だが、好評だったため2011年10月26日より限定発売。再発売の望む声に応え通年販売となった。
- サッポロ 麦と東北ホップ
2011年9月7日より限定発売。東北産ホップを100%使用し、苦味と爽やかさを強めた。2010年7月14日に東北6県（青森県・岩手県・秋田県・山形県・宮城県・福島県）限定発売を行い、2011年は東日本大震災の復興支援を目的に、全国販売となった。2012年以降は東北限定で夏期に発売されている。
- サッポロ 麦とホップ Platinum Clear
2016年5月31日発売。『リキュール（発泡性）①』に分類。「麦とホップ」シリーズの新提案品で、クリアで爽快な味わいを実現した。
- サッポロ アイスラガー
2010年6月23日・2011年7月20日発売。夏季限定。アルコール度数5%。『リキュール（発泡性）①』に分類。氷点下で熟成させる「氷点熟成製法」を採用。さらに2011年版では、炭酸ガス圧をより高めた。
2012年版は6月20日発売、アルコール度数が7%に引き上げられ、名称も『アイスラガーセブン』に変更された。
- サッポロ 金のオフ
2011年9月21日発売。『リキュール（発泡性）①』に分類。糖質70%オフ、プリン体50%オフで、「オフの贅沢」の実質的な後継商品。麦芽はヨーロッパ・北アメリカ・オーストラリアの3大陸から厳選したものを、ホップの一部はチェコ産のファインアロマホップを使用している。
- サッポロ 大地のZERO
2012年4月11日発売。北海道限定商品。『リキュール（発泡性）①』に分類。原料に北海道産大麦麦芽を使用。一部に希少な富良野産ホップを使用した、すっきりとした味わいの糖質ゼロの新ジャンル。
- サッポロ ホップ畑の香り
2011年5月18日発売。数量限定。『リキュール（発泡性）①』に分類。「フレッシュアロマ製法」により摘み立て生ホップの香りを再現し、原料の一部に「フラノビューティ」と呼ばれる希少なホップも使用している。2012年も5月16日より発売。
- サッポロ 麦&レモン
2012年4月18日発売。沖縄県限定商品。期間限定。『リキュール（発泡性）①』に分類。ポッカコーポレーション（現・ポッカサッポロフード&ビバレッジ）との共同開発で、原料にレモン果汁を加えている。
- サッポロ 北海道PREMIUM
2012年7月11日発売。『リキュール（発泡性）①』に分類。北海道産大麦麦芽と、希少な富良野産ホップを一部使用。2013年3月6日に富良野産ホップの使用率を高め、パッケージと共にリニューアルされた。
- サッポロ 富良野の秋
2013年8月21日発売。数量限定。『リキュール（発泡性）①』に分類。独自に開発したオリジナル品種のホップ、｢フラノベータ｣を使用。これは世界でたった1軒の生産者により、上富良野で栽培されている。
- サッポロ ホワイトベルグ
2014年5月13日発売。『リキュール（発泡性）①』に分類。ベルギーのホワイトビールの製法に習い、ベルギー産麦芽・小麦麦芽等を原料に使用している。
- サッポロ グリーンアロマ
2015年3月10日発売。『リキュール（発泡性）①』に分類。原料にホップ・オレンジピール・コリアンダーシードの「ボタニカル素材」を使用し、この3種に含まれている香り成分「リナロール」によるリラックスできる香りを特徴としている。
- サッポロ -0℃（マイナスレイド）
2015年7月7日発売。『リキュール（発泡性）①』に分類。氷点下の-0℃で熟成することで雑味を抑え、超高発酵によってシャープな喉ごしとキレを実現させていることを特長としている。
- サッポロ 本格辛口〈REAL DRY〉
2019年4月2日発売。『リキュール（発泡性）①』に分類。アルコール度数5%。「サッポロビール新ジャンル史上最強炭酸」を謳い、同社新ジャンル商品より113%炭酸をアップさせた。しかし発売当初から販売不振だったため、発売から1年足らずで終売となった。
- サッポロ GOLD STAR（ゴールドスター）
2020年2月4日発売。『リキュール（発泡性）①』に分類。上記の『サッポロ本格辛口』の事実上の後継商品にあたる。アルコール度数5%。同社の技術と信念をつぎ込んだビール風新ジャンル商品であり、「サッポロ生ビール 黒ラベル」に採用している「旨さ長持ち麦芽」、および「ヱビスビール（オリジナル）」に採用している「ドイツ・バイエルン産アロマホップ」がそれぞれ採用されたほか、さらにこれらビールの仕込方法である「ダブルデコクション法」が採用され、同社がこれまで手掛けてきたビール風新ジャンル商品に存在しない、力強く飲み飽きない旨さを実現した。

### 低アルコール飲料
- 氷彩サワー業務用樽
- サッポロ ネクターサワー
不二家ネクターとのコラボレーション商品。発売当初はアルコール度数が4%だったが、2012年3月21日のリニューアルより3%に変更された。『リキュール（発泡性）①』に分類。
  - スパークリングピーチ - 2010年5月26日発売[9]。
  - ミックススパークリング - 2012年3月21日発売。
  - スパークリングマンゴー - 2011年7月13日発売。数量限定。
  - バレンシアオレンジ&ピーチ - 2012年6月27日発売。数量限定。
- サッポロ ネクターカクテル とろとろピーチ
不二家ネクターとのコラボレーション第2弾。アルコール度数4%。『リキュール（発泡性）①』に分類。2010年9月8日発売。数量限定。
- トライアングル ジンジャーハイボール
後述の焼酎「トライアングル」ブランドのハイボール。「トライアングル ジンジャー」をベースに作っている。アルコール度数5%。『リキュール（発泡性）①』に分類。2011年5月11日発売[注 1]。
- トライアングル ジンジャーハイボール ストロング
アルコール度数8%。『リキュール（発泡性）①』に分類。2012年2月29日発売。
- CJ おいしいマッコリ
韓国CJ社との共同開発商品。アルコール度数3%。『リキュール（発泡性）①』に分類。
  - ピンクグレープフルーツ - 2012年1月18日発売。ピンクグレープフルーツ果汁を15%使用したフルーツマッコリ。
  - マンゴー - 2012年7月18日発売。アルフォンソ種マンゴーのピューレを3%使用したフルーツマッコリ。
  - ゆず - 2012年11月14日発売予定。限定販売。
- サッポロ TEA'S HI
2012年9月19日発売。お茶と果物をミックスしたアルコール飲料。アルコール度数3%。『リキュール（発泡性）①』に分類。
  - ジャスミン&ライチ
  - アールグレイ&オレンジ
  - ダージリン&マスカット - 2012年11月28日発売予定
- バカルディシリーズ
バカルディラムをベースにした缶入りカクテル飲料。アルコール度数6%。『リキュール（発泡性）①』に分類。
  - モヒート
  - キューバリブレ
  - アップルモヒート - 2012年10月10日発売予定。限定販売。
- サッポロ 男梅サワー
ノーベル製菓の「男梅キャンデー」をイメージしたコラボレーション商品（パッケージ上部には「SAPPORO×ノーベル製菓」のロゴが表記）。男梅キャンデーが持つ梅干の「しょっぱい旨さ」が味わえるアルコール飲料。アルコール度数5%。『リキュール（発泡性）①』に分類。2013年4月24日の初登場時は数量限定販売だったが、2013年9月25日に通例販売商品として復活。同時にポッカサッポロフード&ビバレッジからノンアルコールの割材用に「男梅シロップ」も発売。
- キレートレモンサワー
グループ会社・ポッカサッポロフード&ビバレッジの主力商品「キレートレモン」をイメージしたアルコール飲料。350 ml缶1本あたりレモン1個分（30 mgとして）の果汁とクエン酸2,000 mg配合。アルコール度数5%。『リキュール（発泡性）①』に分類。2014年4月22日に発売、同年8月にパッケージデザイン変更。パッケージには「pokkasapporo」の名は無くパッケージ上部には「SAPPORO」の社名ロゴのみが表示されているが、ホームページには「「キレートレモン」はポッカサッポロフード＆ビバレッジ（株）の商標です。」と記載されている。
- 愛のスコールホワイトサワー
南日本酪農協同（宮崎県都城市）が販売する乳性炭酸飲料「スコール」をイメージしたアルコール飲料（パッケージ上部には「SAPPORO×Dairy」のロゴが表記）。「スコール」の甘酸っぱさと爽快感を実現。2017年3月14日に西日本エリア（関西以西）にて発売。同年9月5日には東日本エリア（中部以東）でも発売された。『リキュール（発泡性）①』に分類。
- サッポロ ナポリンサワー
グループ会社・ポッカサッポロフード&ビバレッジが北海道限定で販売する炭酸飲料「リボンナポリン」をイメージしたアルコール飲料。100年以上の歴史を誇る「リボンナポリン」の爽快感はそのままに、北海道産のビート糖を原材料に使用している。2017年4月25日に北海道限定で発売。『リキュール（発泡性）①』に分類。

### ノンアルコール飲料
ビールテイスト飲料
- サッポロ プレミアム アルコールフリー
2011年3月16日発売。麦芽100%麦汁と、75%以上のバイエルン産アロマホップを使用した、プレミアムビールテイストのノンアルコール飲料。
- サッポロ プレミアム アルコールフリー ブラック
2012年5月23日発売。ノンアルコール（アルコール度数0.00%）では初めて[注 2]となる黒ビールテイストのノンアルコール飲料。
- SAPPORO+（サッポロ プラス）
2015年5月26日発売。ノンアルコールビールテイスト飲料初の特定保健用食品。トウモロコシのでんぷんから作られている水溶性食物繊維の一種、難消化性デキストリンを配合することにより糖の吸収を穏やかにし、飲食後の急激な血糖値上昇を抑える効果が期待できる。糖質、アルコール度数ともに0.00%。
- サッポロ 麦のくつろぎ
2018年4月3日発売。ナチュラル香味製法を採用し、フルーティーな香りと後味の良さを実現している。

チューハイテイスト飲料
- サッポロ すっきり果実のZERO
2012年7月4日発売。糖類ゼロ、カロリーゼロのノンアルコールチューハイテイスト飲料。
  - グレープフルーツ
  - レモン

### ワイン（果実酒）
- グランポレールシリーズ
  - 北海道（ケルナー遅摘み・余市ケルナー遅摘み芳醇・ケルナー辛口・ミュラートゥルガウ・ツバイゲルトレーベ）
  - 山梨 勝沼（甲州遅摘み・甲州遅摘み辛口）
  - 山梨 勝沼甲州（遅摘み・遅摘み辛口・フリーラン・樽発酵・ノワール・辛口・シュール･リー 穂坂収穫・スパークリング）
  - 長野（メルロー&カベルネ・シャルドネ・古里ぶどう園カベルネ・古里ぶどう園メルロー・古里ぶどう園シャルドネ・古里ぶどう園貴腐）
  - 岡山（マスカットベリーA・マスカットオブアレキサンドリア 薫るブラン/薫るマール）
  - 甲州スパークリング　華やかな甘口　[32]

- うれしいワイン（赤・白・ロゼ・赤甘口・白辛口）
- アロマ ルージュ酸化防止剤無添加〈赤〉
- アロマ ブラン酸化防止剤無添加〈白〉
- ポリフェノールたっぷり酸化防止剤無添加赤ワイン
- 有機酸たっぷり酸化防止剤無添加白ワイン
- ポリフェノールたっぷり酸化防止剤無添加赤ワイン〈有機プレミアム〉
- ポリフェノールでおいしさアップたっぷりサイズの赤ワイン
- 有機酸でおいしさアップたっぷりサイズの白ワイン
- 旬のワイン（苺・桃・巨峰・梨・紀州梅）
- やさしい泡のスパークリング（赤・白・ロゼ）
- クリアドライ（赤・白）
- ヴァンリッシュ
- イタリア　デルソーレ
- チリ　ペリート・サンタリア
- カリフォルニア　ヴェリンジャー
- オーストラリア　イエローテイル
- フランス　レザンドール・ラ キュベ ミティーク
- スペイン　ラッケ アムゼルケラー
- 樽詰めスパークリングワインポールスター　首都圏限定
- ラ・キュベ・ミティーク・スパークリング（白）[32]

その他、輸入ワイン各種

### 受賞歴
「日本ワインコンクール（Japan Wine Competition）」
- 第1回 2003年（平成15年）金賞受賞[34]
  - 欧州系・白、優秀カテゴリー賞「GRANDE POLAIRE 北海道余市貴腐 1994」
- 第2回 2004年（平成16年）金賞受賞[35]
  - 欧州系・赤、カテゴリー賞「グランポレール 長野古里ぶどう園カベルネ・ソーヴィニヨン 2000」
- 第5回 2007年（平成19年）金賞受賞[36]
  - 甲州・辛口、最優秀カテゴリー賞「プティグランポレール 山梨甲州樽発酵 2005」
- 第8回 2010年（平成22年）金賞受賞[37]
  - 国内改良・赤「グランポレール 岡山マスカットベリーA バレルセレクト」
- 第11回 2013年（平成25年）金賞受賞[38]
  - 国内改良・赤「グランポレール 岡山マスカットベリーA バレルセレクト」
  - 甲州・辛口「グランポレール 山梨勝沼甲州特別仕込み」
- 第12回 2014年（平成26年）金賞受賞[39]
  - 甲州・辛口「グランポレール 甲州辛口」
- 第14回 2016年（平成28年）金賞受賞[40]
  - 甲州・辛口、部門最高賞「グランポレール 山梨甲州 樽発酵」
- 第15回 2017年（平成29年）金賞受賞[41]
  - 甲州、部門最高賞「グランポレール 山梨甲州 樽発酵 2016」
- 第16回 2018年（平成30年）金賞受賞[42]
  - 甲州、部門最高賞「グランポレール 山梨甲州 樽発酵 2017」
- 第18回 2023年（令和5年）金賞受賞[43]
  - 欧州系・赤「グランポレール 安曇野池田シラー」

### 焼酎・洋酒
- 大上州
- 本格麦焼酎がつん
- トライアングル（キッコーマンより継承）
  - トライアングル インディゴ（継承後は業務用限定）
  - トライアングル ジンジャー（継承後に販売開始された、ジンジャー焼酎をブレンドした商品）

キッコーマンからの焼酎事業の譲渡により、2006年（平成18年）4月7日から「トライアングル」シリーズの発売を開始した。ただしシリーズであったウジョン（韓国焼酎とブレンドした商品）は継承されなかった。
- サッポロチューハイ99.99（フォーナイン）
2018年8月28日発売。純度99.99%の高純度ウオッカを使用。
- イエローストーン輸入バーボン・ウィスキー
- フラパン輸入ブランデー
- ツヴォルスキー輸入ウォッカとロンドンタイプジン
- バカルディジャパンが輸入する洋酒各種（このうち、カティサークのみ2023年4月より輸入販売元がアサヒビールへ移管された）

下記は独自ブランド
- ドルチェ（国産ブランデー）
V.S.O.PとX.Oの2種。
- 氷彩（ホワイトブランデー）
- サッポロ☆焼酎（キッコーマン時代は『万上焼酎』として発売。尚酒類調味料製造のため『万上』ブランドは、キッコーマンが保有）
- わさび焼酎・つんと
- 山椒焼酎・ぴりっと
- 和ら麦（製造は子会社の楽丸酒造）
- 蕎麦玉（同上）
- からり芋シリーズ（小正醸造製造）
- 本格芋焼酎巌撤
- 男梅の酒（ノーベル製菓とのコラボレーション商品で、上記の低アルコール飲料「男梅サワー」の兄弟商品。アルコール度数15％、無炭酸）

### 合成酒
- 四方春（よものはる）（キッコーマンより継承）

### ポッカサッポロフード&ビバレッジ製品（清涼飲料水、食品）
主な商品を記載。詳しくはポッカサッポロフード&ビバレッジの欄を参照。
- Ribbonシリーズ
  - リボンシトロン
  - リボンナポリン（北海道限定）
- サッポロがぶ飲みシリーズ
  - がぶ飲みメロンクリームソーダ
  - がぶ飲みミルクコーヒー
  - がぶ飲みフルーツミルク
  - がぶ飲みいちごミルクソーダ
- 炭酸水
  - グリーンシャワー
  - ゲロルシュタイナー
- 缶コーヒー
  - aromaxシリーズ
  - ポッカコーヒーシリーズ
- キレートレモン
- オーシャンスプレー クランベリー
- サッポロ 玉露入りお茶
- ポッカレモン100
- じっくりコトコト
- 不二家製品の委託製造
  - 不二家ネクター
  - 不二家レモンスカッシュ

## 過去に存在した商品

### ビール
- ぐい生（ジョッキタイプのガラス瓶に入った生ビール。1981年 - 1990年代前半）
- 生ひとくち（栄養ドリンクタイプのガラス瓶に入った生ビール）
- サッポロカップ 生ビール（曲面形カップの缶容器に入った生ビール。当時の既存の缶ビール製品としては個性的な存在だった。1984年）※なお韓国など海外輸出向けとしては曲面型カップのものが現在も販売されている。
- サッポロジャイアンツ（1963年 - 正式名称「サッポロ生 特大びん」。総容量1957mlで大びん三本分に相当）
以上は、サッポロ生 黒ラベルと中身は同一である。
- サッポロドラフト（黒ラベルのリニューアル版。不評だったため半年後に黒ラベルを復活。しばらく併売したが結局黒ラベルに一本化。坂本龍一がCMに出演。「ドラフト会議」編には当時のプロ野球選手であるラルフ・ブライアント（近鉄）、中畑清（巨人）、宇野勝（中日）が出演。 1989年）
- サッポロドライ（ドライ戦争が激化した1988年、アサヒの「スーパードライ」に対抗する形でサッポロも辛口のドライビールを投入したが、結果的にアサヒの「スーパードライ」に完敗した。これはキリンやサントリーも同様でアサヒビールに完敗している）
- モルト100（1988年 - ）
- オン・ザ・ロック（1988年 - 非冷蔵目的としたビール）
- エクストラドライ（1989年 - サッポロドライのリニューアル版）
- ハーディ（1989年 サッポロドライ以上の切れ味を実現したが、コクに乏しかった）
- クールドライ（1989年 - ）
- ハイラガー（1992年 - ）
- 北海道（1990 - 2000年）
- 吟仕込（1991年 - 1994年? 麦の殻を外して雑味の低減を図ったビール。同種の商品にはサントリービヤ吟生がある）
- 焙煎生ビール（1992年 - 、コンビニ限定で2009年5月に再発売された）
- カロリーハーフ（1993年 - ）
- ブラック（戦前から販売されていた黒ビール）
- シングルモルト（1992年 - ）
- 生粋 (1995年 - )
- 蔵出し生ビール
- 春がきた（1996 - 1998年 春季限定）
- 夏の海岸物語（1996年 - 夏季限定 小麦麦芽配合）
- スーパースター（アルコール分7%のビール、江角マキコがCMに出演 1997 - 1999年）
- グランドビア（2000年 - 2001年初頭 麦芽100%でコクとキレの両立を図った）
- 世紀醸造<生>（2000年-2001年 期間限定）
- ピルスナープレミア（ピルスナータイプのチルドビール）
- オーガニック100〈ピルスナータイプ〉（2004年発売。ドイツ産有機麦芽、ドイツ産有機ホップの有機ビール。麦芽使用比率100%、アルコール分約5%、厚みのあるボディ、のどごしが良い）
- オーガニック100〈ウィンナータイプ〉
- 畑から百三十年（サッポロビール130年を記念してつくられた。大麦を標準より1.5倍使用 2006年）
- 畑から育てた麦芽100%まろやかビール（イオンの協働企画による、ヘレスタイプの麦芽100%ビール 2006年）
- 贅沢モルト（協働契約栽培麦芽のみを1.5倍使用した、コクと香りが特徴のビール。2007年）
- ビアファイン（糖質50%オフが特徴だったが、ビールとしては旨みに乏しく、あまり売れなかった。2008年3月 - 9月）
- ギネス（2009年6月より販売権がキリンビールに変更）
- キルケニー（同上。移行時に缶製品の販売を終了し、現在は樽生のみの販売）
- 〈復刻〉サッポロ缶ビール（1959年に発売された同社初の缶ビール(通称S字缶)を復刻。アルコール分4.5%の熱処理醸造。2009年11月11日にコンビニエンスストアにて期間限定で発売された）
- ヱビス<ザ・ホップ>
香りにこだわったヱビスビール。ザーツ産のファインアロマホップを使用。東日本大震災の影響で販売を休止するも、出荷再開を断念し、そのまま販売を終了した。その後2012年4月4日にチェコ産「エリートザーツホップ」を一部使用し、数量限定アンコール発売。
- ヱビス超長期熟成
熟成期間を通常のヱビスの約2倍に延ばした。2009年12月2日より限定発売。
- サッポロファイブスター
北海道のサッポロビール園でのみ販売されているプレミアムビールを缶ビールにして、コンビニエンスストアで限定販売された。2011年は8月10日より「サッポロファイブスター 北海道セレクション」として発売された。
- サッポロ 札幌開拓使麦酒 PREMIUM
2011年11月16日よりコンビニエンスストアにて限定販売。「開拓使麦酒製造所」で作られたビールをモチーフにしているが、新たに開発された商品で、製造は千葉工場で行われている。麦芽100%で熱処理製法を採用しており、まろやかで重厚さもある味わい。
- サッポロ 日本の彩PREMIUM 夏の香り
2012年6月6日よりコンビニエンスストアにて限定販売。日本の農産物の消費拡大のため、国産ホップと北海道産米を100%使用し、麦芽にもふんだんに国産品を使用した。さらに、良質で希少な富良野産のホップ「ゴールデンスター」を一部使用し、清々しい爽快な味わいを実現した。
- サッポロ 日本の彩PREMIUM 秋の幸
2012年8月29日よりコンビニエンスストアにて限定販売。日本の農産物の消費拡大のため、北海道産米を100%使用し、麦芽とホップにもふんだんに国産品を使用した。さらに、季節の素材として希少な北海道産の生小麦を一部使用し、ていねいに長期熟成することでやわらかで豊潤な味わいを実現した。

- サッポロ 開拓使麦酒仕立て
2021年冬コンビニエンスストアにて限定販売。日本人によるビール造りの原点である｢開拓使麦酒醸造所｣で用いられていた伝統的な製法を採用し、しっかりとした飲みごたえのある味わいを実現した、とする。麦芽100％、アルコール6％。当初1月より発売する予定だったが、商品デザイン内に「LAGAR」と誤記があったため一旦発売中止を発表した。その後中止を取り消し、2月より「LAGAR」表記のまま発売することになった[44][45]。

#### 地域限定ビール
- 白夜物語（北海道限定 1990年頃）
- 東北ビール物語
- 北陸限定生（1995年、1996年）
- 名古屋仕込み
- 名古屋名水生ビール（愛知県、岐阜県、三重県限定）
- 夏づくり（近畿地方限定 1995年 夏季限定）
- ノーブランドの生ビール→アワーズ（沖縄県を除く九州地方限定 1987年） - ビールの名称「アワーズ」は一般公募によって決定した。発売当初の缶のデザインは白地に青色で「?」マークが大きく記されていた。
- 九州づくり（沖縄県を除く九州地方、山口県限定 1994年 夏季限定）
- よか生（九州地方・沖縄県地域限定 1995年 - ）

### 発泡酒
- ドラフティー（1995年 - ）
- ドラフティーブラック（1996年 - ）
- ブロイ（1998年 - ）
- スタールビー（1998年） - アセロラ果汁を加えた赤いビール。酒税法上は発泡酒。クリスマスシーズンに向けての限定品として発売された。
- 冷製辛口（2000 - 2002年）
- ブロイ本選り（2002年）
- きりっと（2002年）
- ファインラガー（2002年） - 二段階長期熟成を採用していた。麒麟麦酒から自社の主力商品であるキリンラガービールと紛らわしいと反発があり、訴訟問題に発展した[46]。しかし、他の発泡酒が値下げしたことで苦戦し、ブランド確立が出来なかったことや訴訟問題の影響もあり2002年8月で生産終了し、それによって同年9月に和解が成立した[47]。
- 樽生仕立（2002年）
- 鮮烈発泡（2003年）
- 五穀の恵み
- 五穀まるごと生
- のみごたえ〈生〉(2002年) - 麦芽と大麦の合計使用率でビール並みの67%を実現していた。指先大の小さなサラリーマンが巨大な女性の胸の谷間で癒されるというCMが主婦層の反発を買い、発売間もなくCM放映が中断。出鼻をくじかれる格好となり、新たなCMに差し替えるも売上が伸びず販売終了となった。
- 北海道生搾り ハーフ&ハーブ
- 北海道生搾り ファイバー
- 北海道生搾り とれたてホップ
- 麦100%生搾り
- クールルビー（2004年、イオングループ限定） - アセロラ果汁を加えた赤いビール。酒税法上は発泡酒。1998年のスタールビーと同様に、クリスマスシーズンに向けての限定品として発売された。
- サッポロ冷醸〈生〉（発泡酒、北海道限定） - CMには、北海道日本ハムファイターズ（現中日ドラゴンズ）の小笠原道大選手が登場した。
- サッポロ雫〈生〉（2006 - 2007年5月）
- サッポロ凄味〈生〉（2007年5月16日 - 2008年2月）
- サッポロビバライフ（2008年4月16日 - 2009年1月）
糖質オフの機能性発泡酒。原材料にスピリッツを含むが、使用するスピリッツが大麦ではなく糖蜜を原料とするため、酒税法上の分類が第三のビールではなく発泡酒となる。
- サッポロ 道産素材
北海道限定販売。大麦やホップは富良野・オホーツク地区で栽培したものを使用するなど、原料の75%以上が北海道産素材。2009年4月21日-2010年2月頃。
- サッポロ 道産素材-SELECT-
北海道限定販売。麦芽使用率を従来の道産素材と比べ10%アップさせ、ラベルをクラシカルなものに変更した。財団法人日本穀物検定協会北海道支部認定の道産原料使用登録食品。2010年2月16日-2010年12月頃。
- サッポロ ショコラブルワリー〈ビター〉/〈スイート〉（期間・数量限定）
2009年-2011年1月に限定発売。北海道のチョコレートメーカー「ロイズコンフェクト」とのコラボレーションによる発泡酒。原料にチョコレート麦芽とカカオを使用している。そのため法律上ビールと表示できない。ただし税率はビールと同じである。
まずは「ビター」が2009年1月14日にインターネットで先行販売後、同年1月30日からは北海道限定で店頭販売されたが早々に完売した。2010年1月13日より再度数量限定で発売し、今回は販売エリアを全国に拡大した。またインターネット限定で新たに「スイート」もラインナップに追加された。2011年は1月12日より発売。今回は2種類とも店頭販売される。

### 新ジャンル
- サッポロドラフトワンスパークリングアロマ（2007年12月 - ）
- サッポロうまい生（2007年2月14日 - 2008年2月）
ドラフトワンに次ぐ新商品。原材料はドラフトワンと同じだが、サトウキビ由来の糖類を使用している。アルコール度数は5.5%とドラフトワンよりも少し高め。ドラフトワンとは違い、他社の「リーズナブルさ」を意識させたパッケージの商品（アサヒ「ぐびなま。」やサントリー「ジョッキ生」等）に対抗する。缶のデザインはちょうちんがモチーフとなっておりCMにはホンジャマカの石塚英彦が出演し、架空の政党「うまい党」の党首に扮する（石塚ひでひこ名義）。「うまい党」の結党式は2007年2月6日、東京・恵比寿ガーデンプレイス前で行われた。この日は石塚の45歳の誕生日であった。
その後も数ヶ月間は力を入れて宣伝したが、ドラフトワンとの明確な差別化が出来なかったこともあり、すぐに失速し、結局販売目標には届かず1年で販売終了した。
- サッポロダブルドライ
辛口発泡酒と辛口大麦スピリッツを使用した（リキュール（発泡性）①）である。
- 冷製SAPPORO
2009年3月25日発売。「クールド製法」により、うまさと冷たさを実現。『リキュール（発泡性）①』に分類。2009年9月製造終了。
- サッポロスリムス
2005年5月25日発売。ドラフトワンと比較しカロリー・糖質・プリン体を減少させている。初年度は女性をターゲットに据え、好調だったが、2006年7月12日のリニューアルで、よりしっかりした味に変更し、パッケージの配色も変えたことで男性も取り込もうとしたが、結果的にコンセプトが不明確になり、売り上げは激減。それでも細々と販売されてはいたが、後継の「オフの贅沢」を発売することに伴い、2009年9月をもって製造を終了している。
- サッポロ オフの贅沢
2009年10月21日発売。糖質70%オフ。原料の一部に焙煎麦芽とエンドウたんぱくを使用。アルコール度数4%。『リキュール（発泡性）①』に分類。競合商品にあたるアサヒビールの『アサヒ オフ』同様、機能性を重視しているが、麦芽使用率を40%まで高め、焙煎麦芽を使用することによって、麦芽のうまみを際立たせている。2010年2月出荷分よりリニューアルし、パッケージ変更と原料となる発泡酒の麦芽比率を増量し、コクとうまみをアップさせた。2011年2月中旬にもリニューアルし、プリン体50%オフを同時に実現し、味はすっきり感を高めたが、売り上げは減少傾向にあり、東日本大震災の影響で販売を休止するも、出荷再開を断念の上、販売を終了した。その後同年9月21日より、後継商品として「サッポロ 金のオフ」が発売された。

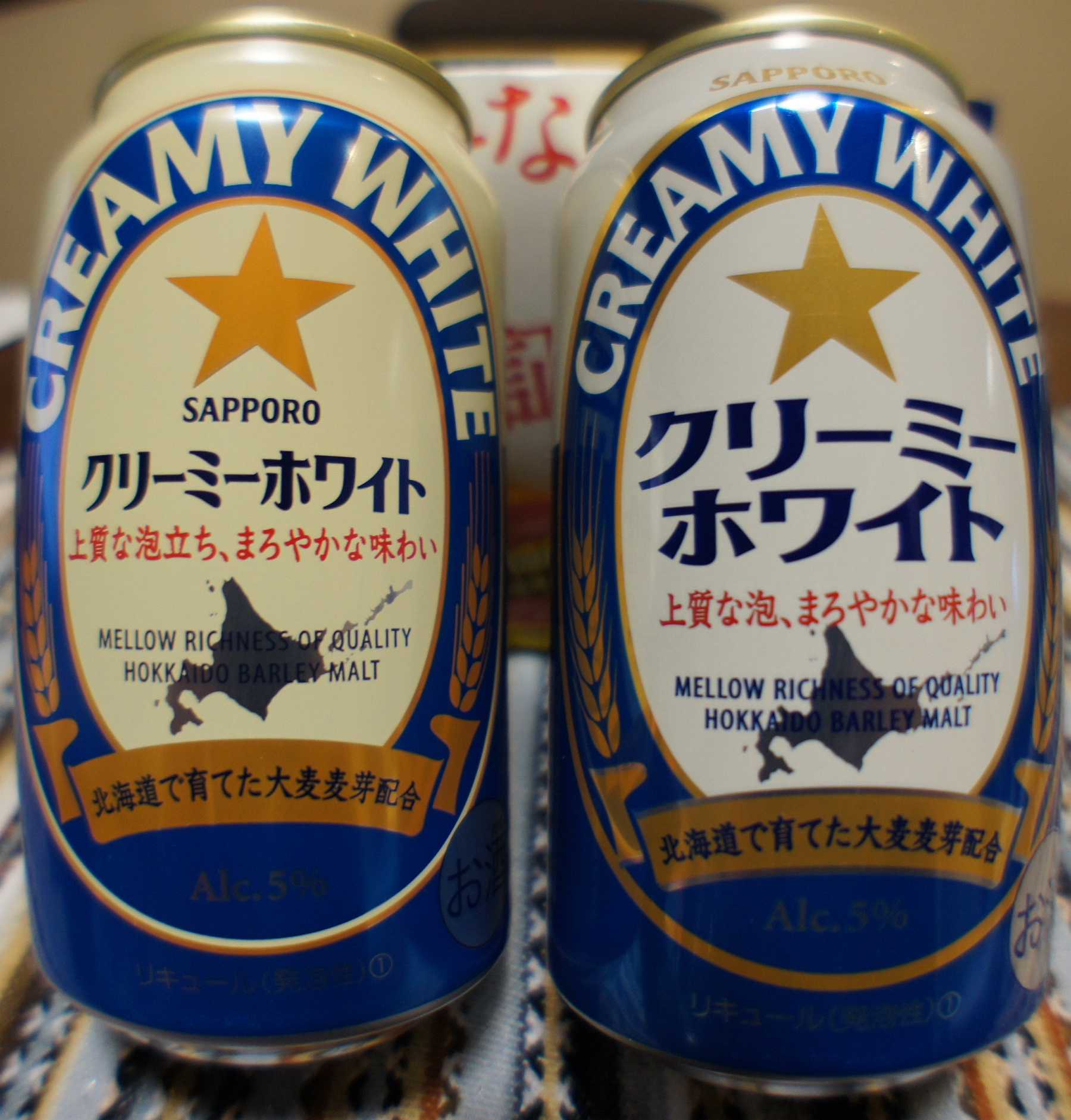
サッポロ クリーミーホワイト
左）関西先行 右）全国発売

- サッポロ クリーミーホワイト
2010年3月3日関西地区限定で先行発売。原料の一部に大麦「りょうふう」の麦芽を使用。アルコール度数5%。『リキュール（発泡性）①』に分類。泡立ちと泡持ちが良くまろやかな味わいとなる新製法「クリーミーテイスト製法」を採用。2010年9月22日より全国発売開始。しかし2011年1月に、「麦とホップ」でも泡持ちを向上させたため、差別化が難しくなり、売り上げが減少したため、2011年12月頃に製造を終了した。

### ビールテイスト飲料
- サッポロスーパークリア
2009年9月30日より、アルコール分が0.5%から0.00%にリニューアル。上記の「プレミアム アルコールフリー」の新発売により、発売が終了された。

### 低アルコール飲料
- ザ・フルーツスパークリング

チューハイと違いフルーツをアルコール醗酵させている。そのためリキュール類・スピリッツとはならず、果実酒（発泡性）①となる。CMはオセロを起用。
- レモン
- グレープフルーツ
- アップル
- ホワイトグレープ（マスカット）
- 地方・季節限定
  - トロピカルスパークリング（パイン・パッションフルーツ）（夏季限定）
  - シングルメイド（スパークリングワインというコンセプトで近畿地方限定発売。のちの全国発売時に「ザ・フルーツスパークリング」に改称される。CMには、オセロを起用）

- スミノフアイスシリーズ（販売権が麒麟麦酒に変更）

### 焼酎
- トライアングル スムース（ジンジャー焼酎比率を6倍に高めたジンジャーにリニューアル）

## キャッチフレーズ
- ビールの王さま（ニッポンビール時代）
  - 1954年頃から使われたフレーズで、「ビールの王様」という表記もあった。当時三越を退職して漫画家専業になったばかりのやなせたかしが広告にパントマイム漫画「ビールの王様」を掲載して好評を得た。
  - 一般から「ビールの王様」を選出するコンクールも実施。1954年の初代「ビールの王様」に選出されたのは和久田康雄[注 3]の父親であったが、和久田によれば選出基準は飲量ではなく、候補者たちの「ビールの飲み方の風格」を審査員が批評して決定するという独特なもので、賞金として現金30万円とビール1年分（365本）が提供されたという[48]。
- ミュンヘン・サッポロ・ミルウォーキー（サッポロビール商標復活時）
- 男は黙ってサッポロビール（イメージキャラクター・三船敏郎、1970年代前半）
- 私たちは味わいライフを追求します（コーポレート・スローガン）
- 結局飲んでる黒ラベル（イメージキャラクター・蓮舫、川合俊一、藤井フミヤほか、1990年）
「♪結局飲んでる、サッポロ!黒ラベル。」と歌った5秒CMも放映された。
- 大人になったら黒ラベル（イメージキャラクター・とんねるず、1991年）
- ビールだなぁ。黒ラベル（イメージキャラクター・加山雄三、田原俊彦、1992年）
- よーし、もっと黒ラベル（吉本興業の所属タレントがテレビCMに出演、近畿、中国、四国、九州地方限定）
関西を中心とした西日本ではサッポロビールのシェアが最も低く、西日本でもサッポロビールを盛り立てようと、大阪を本拠とする吉本興業のお笑い芸人が集結したCMであった。
- もっと、ビアホールの生へ（黒ラベル。1997年-1999年）
- Love Beer?（黒ラベル。2000年-2005年）
- ヱビスビールあります（ヱビスビール）。
- ヱビス。ちょっと贅沢なビールです（ヱビスビール）。
- いいものだけを（コーポレートスローガン。1999年-2002年）
- サッポロ夢街恋の3丁目
2005年放送の、連続ラジオドラマ仕立てのCM。CMソングはカルメン・マキが歌っていた[49][50]。
- 品質は、畑から（コーポレートスローガン。2006年）
- ないものは、つくるしかない（2007年）
- 飲むゾ! 繁盛店の生・サッポロ生ビール（イメージキャラクター・西田敏行、劇団ひとり、小池栄子　2007年から）
- おいしさも、安心も、サッポロビールはすべて責任品質（イメージキャラクター・南原清隆、2008年-2009年）
- 乾杯をもっとおいしく。（2010年から）[注 4]
- スポーツマンシップに乾杯!（スポーツ中継の時に使われる）

## 本社
- 東京都渋谷区恵比寿4丁目20-1 恵比寿ガーデンプレイス内

北海道本社
- 北海道札幌市中央区北1条東4丁目8-1 サッポロファクトリー内

## 工場

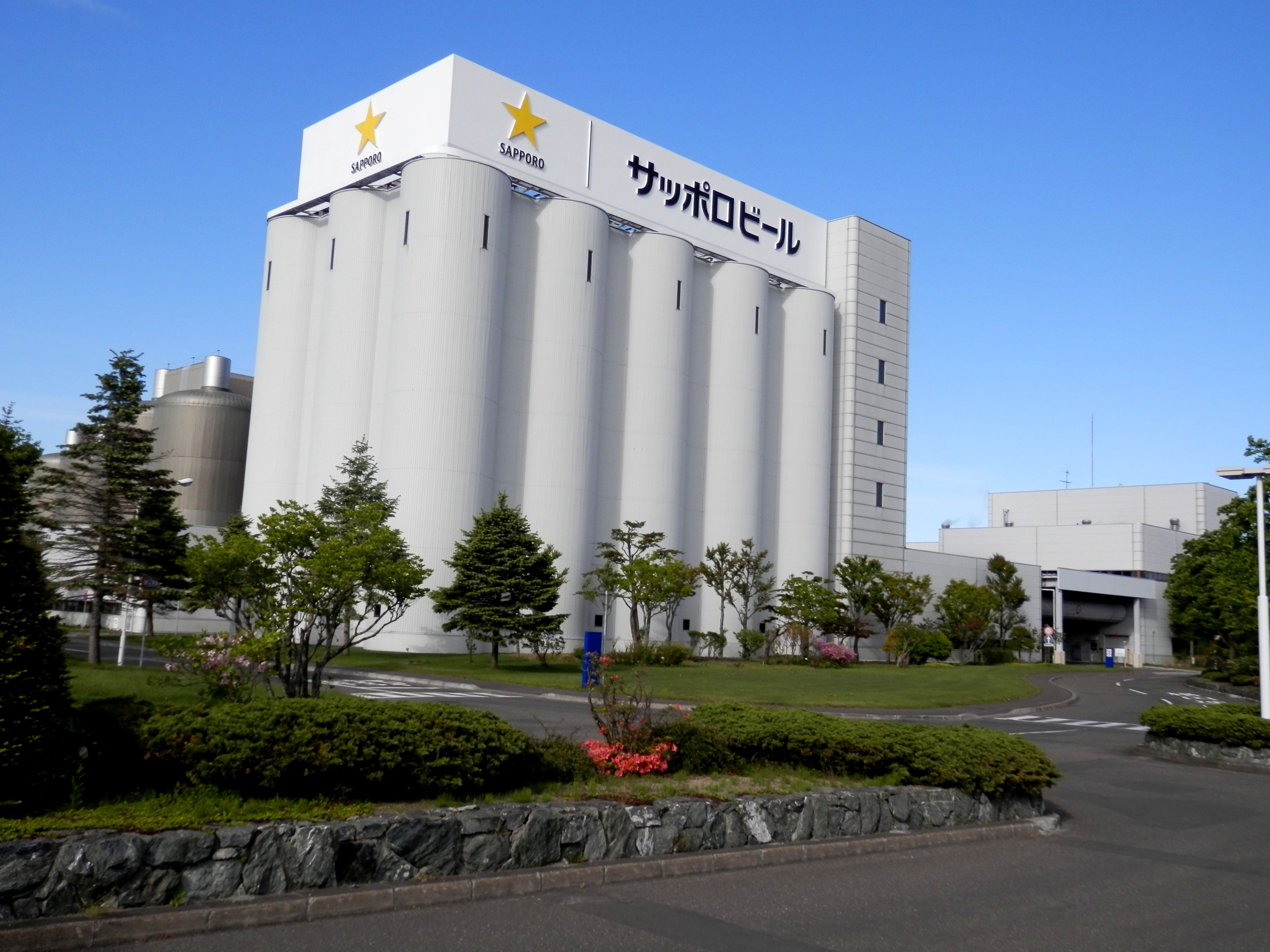
北海道工場

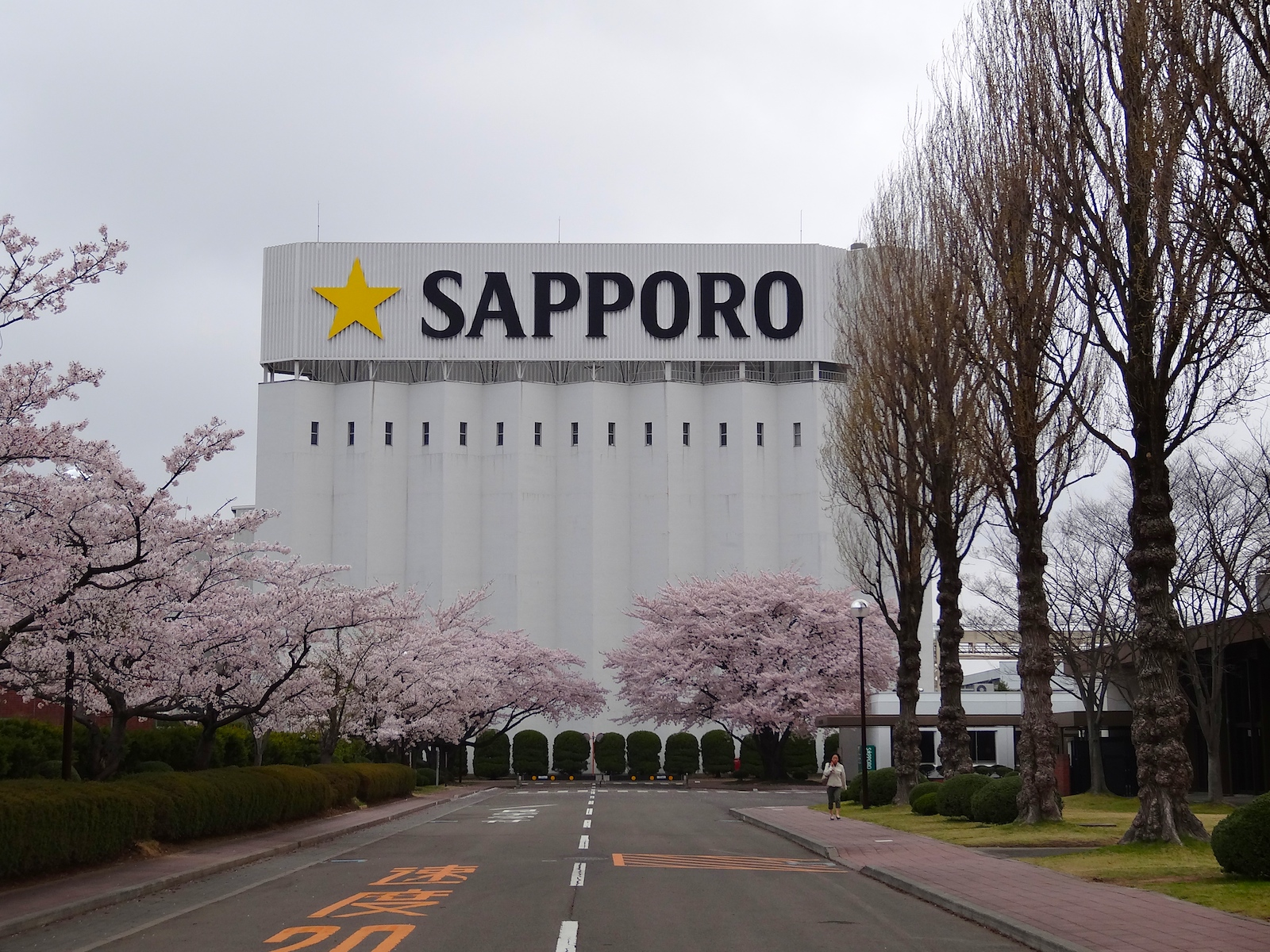
仙台工場

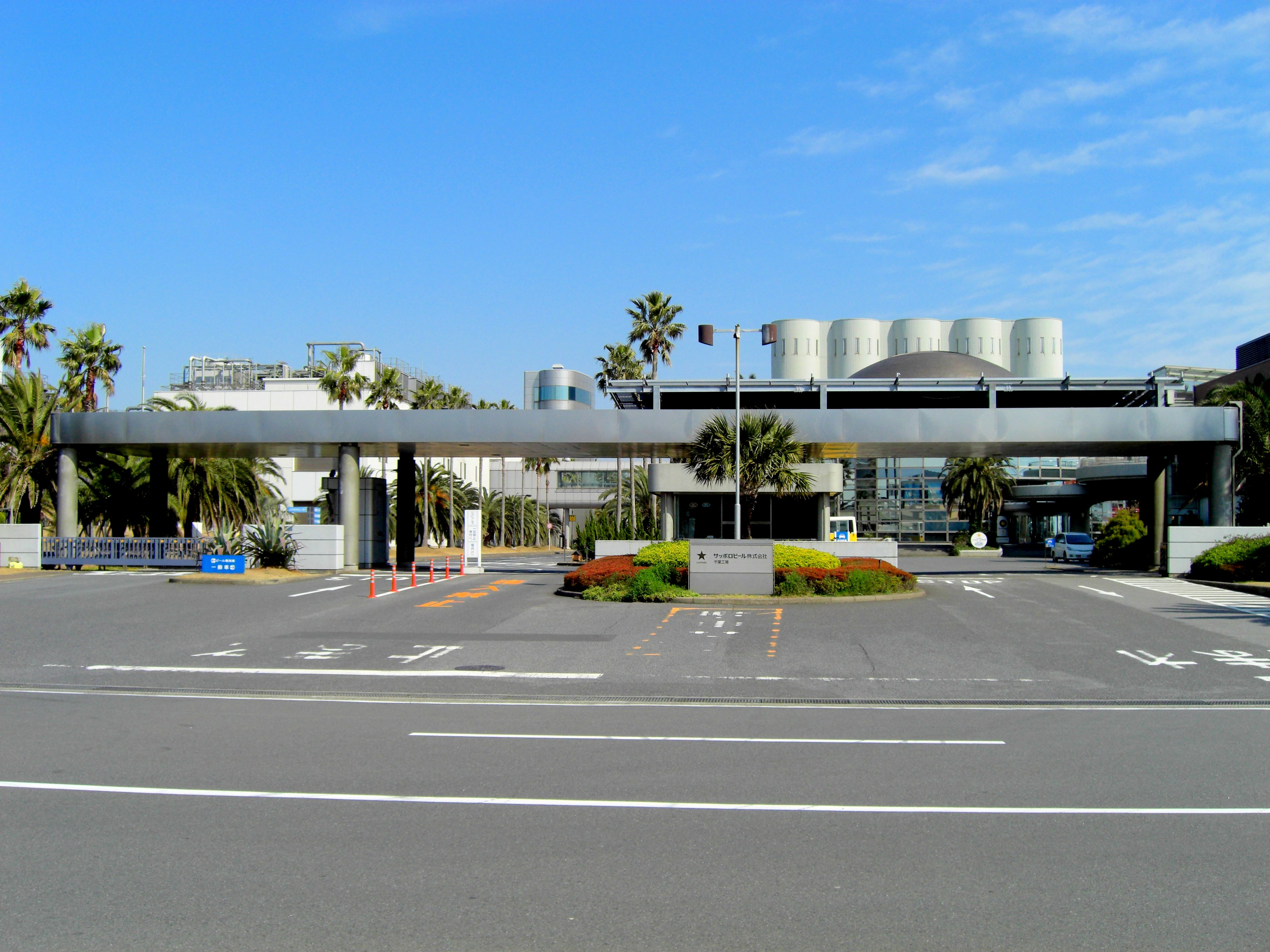
千葉工場

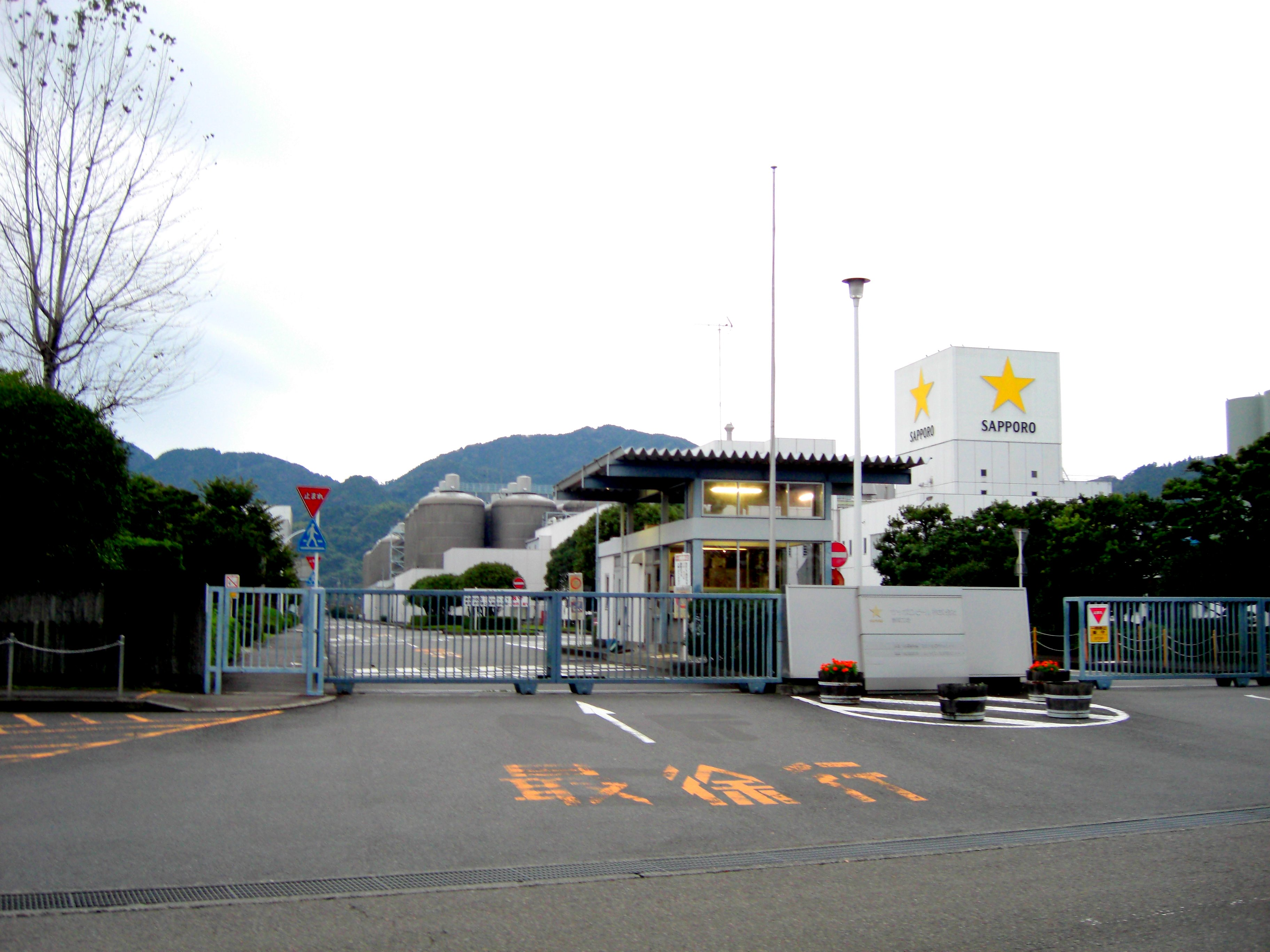
静岡工場

- 北海道工場（北海道恵庭市戸磯542-1）：「サッポロクラシック」を醸造する。
- 仙台工場（宮城県名取市手倉田字八幡310-1）：「仙台ビール園」を併設する。
- 那須工場（栃木県那須郡那須町高久甲4453-49）：2008年4月、かつて銀河高原ビール那須工場だった施設を取得して設立した。2008年4月から2019年11月まで併設されていた「那須 森のビール園」内では限定地ビール「那須 森のビール」が販売されていた。「白穂乃香」「エーデルピルス」を醸造する。2025年閉鎖予定。
- 群馬工場（群馬県太田市新田木崎町37-1）：かつて宝酒造が「タカラビール」の銘柄でビール製造を行っていた工場であり、宝酒造のビール事業からの撤退に伴い引き継いだものである。
- 群馬焼酎工場（群馬県太田市世良田町1969-2）：かつてキッコーマンが「万上焼酎」や「トライアングル」の銘柄で焼酎製造を行っていた工場であり、キッコーマンの焼酎事業からの撤退に伴い引き継いだものである。
- 千葉工場（千葉県船橋市高瀬町2 京葉食品コンビナート内）：「サッポロラガー」を醸造する。「千葉ビール園」を併設する。
- 静岡工場（静岡県焼津市浜当目708-1）
- 九州日田工場（大分県日田市大字高瀬6979）：2010年3月25日に新九州工場から名称変更された

。
- グランポレール・勝沼ワイナリー（山梨県甲州市勝沼町綿塚字大正577）
  - 2011年9月に「サッポロワイン・勝沼ワイナリー」よりリニューアル。
- 岡山ワイナリー（岡山県赤磐市東軽部1556）

### 関連会社のマイクロブルワリー（地ビール醸造所）
- 札幌開拓使麦酒醸造所：サッポロファクトリー＝札幌第一工場跡地に設置。「開拓使ビール」として、創業当時のビールを再現したものなど3種類の地ビールを醸造している。
- 浩養園：名古屋工場（閉鎖、後述）の近隣地で営業しているビール園（サッポロライオン運営）。「浩養園地ビール」として、3種類の地ビールを醸造している。

### 過去
これらの工場は会社の合理化、生産拠点の集約化、新工場の建設などで閉鎖された。
- 札幌第一工場（北海道札幌市中央区）：現・サッポロファクトリー。
- 札幌第二工場（札幌市東区）：現在はアリオ札幌[注 5]など。
- 埼玉工場（埼玉県川口市）：もともとは日本麦酒礦泉の工場を引き継いだもので、1943年まではユニオンビールを製造していた。現在はアリオ川口など。
- 恵比寿工場（東京都目黒区と渋谷区の区境に所在）：1943年まではヱビスビールを製造していた。「恵比寿」の地名の由来。現在は恵比寿ガーデンプレイス。
- 名古屋工場（愛知県名古屋市千種区）：1943年まではアサヒビールを製造していた。2000年閉鎖。跡地は千種アーススクエア（イオンタウン千種などが立地）として再開発された。
- 大阪工場（大阪府茨木市）：1961年竣工[注 6]。2008年3月閉鎖。現在は立命館大学大阪いばらきキャンパス（OIC）・岩倉公園・都市計画道路茨木松ヶ本線。OIC内にある立命館いばらきフューチャープラザにサッポロライオンが運営する「GARDEN TERRACE LION」がある。
- 九州工場（福岡県北九州市門司区）：当初の名称は門司工場。もともとは桜麦酒の工場を引き継いだもの。現在は工場の一部と事務所の建物を門司赤煉瓦プレイスの名称で一般に公開している。

なお、前身の札幌麦酒が1901年に東京市本所区（現在の東京都墨田区）吾妻橋に東京工場を建設して東京に本格進出。大日本麦酒成立後も1943年まで同社吾妻橋工場としてサッポロビールが製造され続けたが、1949年の会社分割でアサヒビール（当時：朝日麦酒）の所属になった。現在はリバーピア吾妻橋として再開発され、アサヒグループホールディングス・アサヒビール本社やスーパードライホールが立地している。

### 建設計画凍結
- 新潟工場（仮称） - 新潟県北蒲原郡聖籠町にある新潟東港に、広大なサッポロビール所有地がある。将来的に新潟工場を作ることを見越して取得したものであるが、さまざまな事情で工場建設が行われず、10万平米 (10 ha)を超える一部敷地はサッポロビール園として使われた後、Jリーグアルビレックス新潟の練習場を兼ねた総合スポーツ施設「新潟聖籠スポーツセンターアルビレッジ」となった。

### 工場付随施設

#### 恵みの庭
恵みの庭（めぐみのにわ）は、北海道恵庭市にあるサッポロビール北海道工場に設けられている、ゲストハウスと造園計画とコンテンポラリーアートの組み合わされた企業庭園。植村泰佳のプロデュースによって実現。上田カルチャープロジェクツの上田祐子と建築家の伊東豊雄と共同で、のちに参加したライトアーチストの田原圭一、作曲家の菅野由弘、彫刻家の岡本敦生、サウンドデザインのハ木祥臣が参加した。ここで造園手法はすべて排除、アースワークだけで構成している。
光の庭のランドスケープ設計・照明計画：アーククルー、建築計画：伊東豊雄建築設計事務所、サイン計画：日交
音響計画：フォンテックツー、アート：田原佳一（照明） 菅野由弘（作曲） 岡本敦生（彫刻）。
建築施工、镥装・照明工事、植栽は、前田・鴻池JV（協力業者・植栽が大成・伊藤・西松・雪印種苗、王子緑化JV）
竣工は1989年6月、総敷地面積 318.368 m2、該当敷地面積: 110.000 m2である。伊東はゲストハウスで1990年村野藤吾賞を受賞している。
敷地周辺の風景、埴生調査から北海道の大地を表現し、工場用地として真っ平らに造成された敷地は、北海道の大地が引き剥され、悲惨な姿をしていた。このため、ごくあたりまえに求めながら容易に実現かった北方圏のイメージを現実のものとして体験する場をめざし、北方圏のおおらかさを出すために、語ることを極力押さえてあり、北海道の大地に抱かれるような、やさしさを表現すべく、緑・花・水・光・雪・風、などの自然な材料の構成にこだわっている。なにげない美しい風景を実現するため、また今もさらに美しくすべく管理されている。

#### アトリウムの庭
生活工房・サッポロファクトリーアトリウムの庭は、北海道札幌市中央区北2条のサッポロファクトリーにある庭園で、この計画も植村泰佳のプロデュースによって実現。イメージは「大通公園に屋根をかけたようなもので、プロジェクト成功のため植村はデザインサイドと企業側との中間のポジションを取り続けた。建設指揮は藤澤和夫と植村である。この庭園計画も実は恵みの庭とまったく同じ方法で計画されている。仮想の原風景である大地をこの計画地全体にまず造り、必要な部分を切り出す方法で造形。
庭園設計はアーククルー1級建築士事務所。設計協力に大成建設、照明計画が海藤春樹。
音響とフォグ/フォンテックツー、サウンドデザインがニッポン放送、アート作品は岡本敦生、中林影が担当した。
施工は大成建設、伊藤組土建、西松建設、地崎工業、前田建設工業、三井建設、鴻池組、日本国土開発、飛島建設、岩田建設、日産建設、カブトデコムJV。造園は雪印種苗、横山造園、王子緑化JV。アトリウム計画面積2,400 m2に及ぶ。

## 企業活動
- 北海道コンサドーレ札幌や北海道日本ハムファイターズ、レラカムイ北海道→レバンガ北海道をサポートしている。北海道移転後の日本ハムの優勝ビールかけは、全てサッポロビールを使っている（2006,2007,2009,2012,2016年）。
- 一方で2012年からは、かつて九州工場があった北九州市のギラヴァンツ北九州を支援する取り組みも行っており、毎年対象商品を変えながら北九州市内における販売本数に相当する日本円（1本につき1日本円）をクラブに寄贈している。移転先である大分県の大分トリニータに対しても同様の取り組みを展開している。
- 1987年からは、特別協賛として箱根駅伝の冠スポンサーとなっている（日本テレビのテレビ中継を含む）。2008年まではサッポロ黒ラベルやヱビスビールなどのブランドをCMで流し、「サッポロビールは箱根駅伝を応援しています。」と付け加えていたCMもあったが、同社の認知度及び箱根駅伝のテレビ中継の視聴率向上につながったことから、2011年放送分より箱根駅伝オリジナルCMを製作している。なおオリジナルCMの完全版やメイキング・スペシャルインタビューなどは、同社のホームページで見ることができる[54]。（後述も参照）
- 日本中央競馬会（JRA）と提携し、有馬記念開催に合わせて「サッポロ生ビール黒ラベル"有馬記念缶"」を限定発売している。これは有馬記念が（原則として）毎年行われている中山競馬場がサッポロビール工場のある船橋市に所在するためであり、有馬記念の前年度優勝馬のレース写真をラベルに印刷して、通信販売や主要酒類販売店に加え、JRA競馬場内の酒類取扱いブースや競馬場近隣のスーパーマーケットなどで発売されている。
- 1971年までは社会人野球チームを保持し、都市対抗野球大会や日本産業対抗野球大会にもしばしば出場していた。

## 歴代キャンペーンガール
- 初代 アンジェラ （1987年）
- 2代 ケリー （1988年）
- 3代 青木美津子 （1989年）
- 4代 松本洋子（ 1990年）
- 5代 渡辺利恵 （1991年）
- 6代 C.C.ガールズ （1992年）
- 7代 武田久美子 （1993年）
- 8代 中村英子 （1994年）
- 9代 井上晴美 （1995年）
- 10代 ビビアーニ大野 （1996年）
- 11代 小澤理詠 （1997年）
- 12代 畑野浩子 （1998年）
- 13代 植松真実 （1999年）
- 14代 眞野裕子 （2000年）
- 15代 紗川理帆 （2001年）
- 16代 鈴木ゆかり、小川奈那 （2002年）
- 17代 村上恵梨 （2003年）
- 18代 大友みなみ （2004年）
- 19代 小林恵美 （2005年）
- 20代 山下奈々 （2006年）

- 21代 あゆみ （2007年）
- 22代 江頭ひなた （2008年）
- 23代 美優紀 （2009年）
- 24代 中村果生莉 （2010年）
- 25代 葉月ミカ（2011年）
- 26代 源崎トモエ（2012年）
- 27代 多嶋沙弥（2013年）
- 28代 原田ゆか（2014年）
- 29代 朝比奈恵美（2015年）
- 30代 柚木渚（2016年）
- 31代 川辺優紀子（2017年）
- 32代 蜂谷晏海（2018年）

サッポロドラフトガールズ
- 大戸香織　高橋麻美　児玉りえ　椿本翠　橋本智子　金井善美　金沢りりこ（2002年）

2000年（平成12年）の眞野裕子以降、紗川理帆、鈴木ゆかり、村上恵梨、大友みなみと、5年連続で愛知県出身者が選出されていた。
2008年（平成20年）の江頭ひなたはサッポロビール発祥の地である北海道出身者として初めてのキャンペーンガールである。
2005年以降に選出されたキャンペーンガールは、水着の着用しての宣伝はしていない。またプロモーション活動においてはミス・コンテストと同じ要領で襷（キャンギャルの氏名が印刷されたもの）をかけている。

## 提供番組
提供クレジットは「乾杯をもっとおいしく。☆SAPPORO」と表記されるが、「YEBISU」（ヱビスビール）と表記される番組もある。

### 現在
テレビ
- サッポロビール新春スポーツスペシャル 箱根駅伝（日本テレビ系、冠スポンサー）
- 満天☆青空レストラン（同上、90秒）
- 炎の体育会TV（TBS系）
- NEWS23（同上、隔日提供）
- FNSの日（フジテレビ系、1996年から提供）
- SPORTS STADIUM（中京テレビ）
- 私の履歴書（BSテレ東）
- モヤモヤさまぁ〜ず2（テレビ東京系、19時台）

ラジオ
- 金曜ワイドラジオTOKYO えんがわ（TBSラジオ、「サッポロラガービール presents 赤星郵瓶ラジオ」コーナースポンサー）
- SAPPORO BEER OTOAJITO（J-WAVE）

特にスポーツイベントでの中継では「スポーツマンシップに乾杯!☆SAPPORO（サッポロビール）」をスローガンとして放送していた（2023年1月現在、箱根駅伝のTV中継では2010年からの企業スローガンである「乾杯をもっとおいしく。」に統一されている）。中でも箱根駅伝は1987年に日本テレビ放送網が独占放映権を得てから特別協賛し、同社の企業イメージCM（箱根駅伝にちなんだオリジナルCMも）や、一部のノンアルコール飲料（ビールテイスト飲料：サッポロ プレミアム アルコールフリーなど）の商品CMが多数時間を割いて放送している（第87回（2011年）より。第86回（2010年）までは、同社の各種ビール類（発泡酒・新ジャンル（いわゆる「第3のビール」）を含む）等の商品CM（まれに関連会社のサッポロ飲料（現：ポッカサッポロフード&ビバレッジ）のソフトドリンクや、サッポロワインのポレールシリーズのCMも放映された）も午後の時間帯に放映された）。ただし同番組は、BS日テレ・日テレジータスでの録画放送も含め、同社の一社提供ではなく、大会に関与するその他の協賛企業・団体との複数提供によるものである。

### 過去
テレビ
- ウィリアム・テル（日本テレビ系）※海外ドラマ、一社提供。
- 透明人間（同上）※同上
- ハイラム君乾杯!（同上）※同上
- ミステリー'61（同上）※同上
- 今晩は裕次郎です（同上）※一社提供。
- 太陽にほえろ!（同上）
- アニメンタリー決断（日本テレビ・読売テレビ系）※アニメ作品
- どっちの料理ショー→新どっちの料理ショー（読売テレビ制作・日本テレビ系）
- 真相報道 バンキシャ!（日本テレビ系）
- ちびっこスター誕生!（同上）※但しCMは非アルコール系製品（通称・リボンシリーズ）に限定。
- 金曜ロードショー（同上）
- NEWS ZERO（同上、現在はアサヒビールが提供）
- 独占SPORTS情報（同上）
- さんまのSUPERからくりTV（TBS系）
- 体育王国（同上）
- 能力探険クイズ! ホムクル→8時です!みんなのモンダイ→島田検定!! 国民的潜在能力テスト（同上）
- アスリート応援TV! ニッポン!チャ×3（同上）
- 日本が知りたい（同上）
- 飛び出せ!科学くん（同上）
- ひみつの嵐ちゃん!（同上）
- サタネプ☆ベストテン（同上）
- 最強の男は誰だ!壮絶筋肉バトル!!スポーツマンNo.1決定戦（同上）
- ホンネ日和（CBC制作・TBS系 2012年1月8日 - ）※番組の冒頭と最後でビールが映し出されている。
- ゴールデン洋画劇場（フジテレビ系）
- メントレG（同上）
- (株)世界衝撃映像社（同上）
- 人志松本の○○な話（同上）
- 爆笑レッドカーペット（同上）
- 情報ライブ EZ!TV→スタ☆メン（同上）
- サキヨミ（同上、提供クレジットは「YEBISU」名義）
- プロ野球ニュース→すぽると!（同上）
- 潜入!リアルスコープ（同上）
- 世界!極タウンに住んでみる（同上）
- 土曜プレミアム (同上）※長年続いたアサヒ飲料から引き継いだ。後任はスカパー!→第一生命→旭化成。2019年4月に復帰し長年続いた三菱電機から引き継いだ。後任はカーコンビニ倶楽部→SUBARU。
- グッドライフ〜ありがとう、パパ。さよなら〜（関西テレビ制作・同上）
- 木曜ドラマ（テレビ朝日）※一時期のみ。
- 勉強してきましたクイズ ガリベン（同上）
- おネプ!（同上）
- 報道ステーション  (同上、金曜のみ)
- 世界が驚いたニッポン! スゴ〜イデスネ!!視察団（同上）
- テレビ朝日開局35周年記念版欽ちゃんのどこまでやるの!スペシャル（1993年12月29日・同上）
- パ・リーグHOT情報（テレビ東京系）
- クイズ!地球まるかじり（同上）
- 厳選食材お持ち寄りこだわりゴハン（同上）
- 土曜スペシャル（同上）
- 土曜スーパースペシャル（同上）
- 日経スペシャル カンブリア宮殿（同上）
- スキヤキ!!ロンドンブーツ大作戦（同上）
- 行け!行け!!ドラゴンズ（中京テレビ）
- 笑いの剣（朝日放送）※番組内で出演芸人がCMを制作する「CMバトル」も行われた。

ラジオ
- NRNナイター ※火曜→水曜
- ビアホール名人会（TBSラジオ）
- SAPPORO BEER ケンタロウのおいしいラジオ（TBSラジオ）
- SAPPORO BEER TOKIO HOT 100（J-WAVE）※McDonald'sに交代。

## CM出演者

### 現在
黒ラベル
- 妻夫木聡（2010年1月-出演中）

"大人エレベーター"シリーズ（以下は､共演者）
| No.   | 共演者                                                 | 階数 | 放送開始            |
| ----- | ------------------------------------------------------ | ---- | ------------------- |
| 01    | 中村勘三郎、Char                                       | 54   | 2010年1月           |
| 02    | 宮藤官九郎、宮迫博之                                   | 39   | 2010年1月           |
| 03    | 仲代達矢                                               | 77   | 2010年5月           |
| 04    | リリー・フランキー                                     | 46   | 2010年6月           |
| 05    | スガシカオ                                             | 44   | 2010年10月          |
| 06    | 白鵬翔                                                 | 25   | 2011年1月           |
| 07    | 佐野元春                                               | 55   | 2011年4月           |
| 08    | 高田純次、岸部一徳                                     | 64   | 2011年10月          |
| 09    | 北野武                                                 | 64   | 2012年1月           |
| 10    | 斉藤和義                                               | 45   | 2012年3月           |
| 11    | 竹中直人                                               | 56   | 2012年7月           |
| 12    | 古田新太                                               | 46   | 2012年10月          |
| 13    | 奥田民生                                               | 47   | 2013年1月           |
| 14 15 | リリー・フランキー、奥田民生、斉藤和義（3人とも2回目） | HALL | 2013年3月 2013年5月 |
| 16    | 宮藤官九郎（2回目）                                    | 43   | 2013年10月          |
| 17    | 中村俊輔                                               | 35   | 2014年3月           |
| 18    | ケンドーコバヤシ                                       | 41   | 2014年6月           |
| 19    | 國村隼                                                 | 58   | 2014年10月          |
| 20    | リニューアル予告編（妻夫木が2役で出演）                | -    | 2015年3月           |
| 21    | パーフェクト黒ラベル編（特別編）                       | -    | 2015年4月           |
| 22    | 豊川悦司                                               | 53   | 2015年7月           |
| 23    | 黒田博樹                                               | 40   | 2016年1月           |
| 24    | 松本隆                                                 | 66   | 2016年7月           |
| 25    | 山口一郎（サカナクション）                             | 35   | 2016年7月           |
| 26    | 所ジョージ                                             | 61   | 2017年1月           |
| 27    | 中田英寿                                               | 40   | 2017年4月           |
| 28    | 星野源                                                 | 36   | 2017年7月           |
| 29    | 坂本龍一                                               | 65   | 2018年1月           |
| 30    | 村田諒太                                               | 32   | 2018年3月           |
| 31    | 庵野秀明                                               | 58   | 2018年6月           |
| 32    | 田中将大                                               | 30   | 2019年1月           |
| 33    | 細野晴臣                                               | 71   | 2019年7月           |
| 34    | 三谷幸喜                                               | 58   | 2020年1月           |
| 35    | 常田大希（King Gnu）                                   | 27   | 2020年3月           |
| 36    | 内田也哉子                                             | 44   | 2021年1月           |
| 37    | 内田篤人                                               | 33   | 2021年6月           |
| 38    | 宮本浩次                                               | 55   | 2022年1月           |
| 39    | リニューアル特別編（妻夫木が4役で出演）                | -    | 2022年3月           |
| 40    | YUKI                                                   | 50   | 2022年6月           |
| 41    | 反田恭平                                               | 28   | 2023年1月           |
| 42    | 三笘薫                                                 | 26   | 2023年7月           |
| 43    | 奥田民生（3回目）                                      | 58   | 2024年1月6日        |
| 44    | RIEHATA                                                | 33   | ※                   |
| 45    | 浅野忠信                                               | 50   | 2024年9月           |
| 46    | 長谷部誠                                               | 40   | 2025年1月           |
| 47    | サンボマスター                                         | 25   | 2025年5月           |

※2013年にはTEAM NACSの森崎博之と安田顕が出演する北海道編を北海道限定で放送。
※2024年5月からRIEHATA出演が放送される予定であったが現在は見送られている。
その他
- 滝川クリステル（ヱビスビール、2013年6月 - ）
- 井ノ原快彦（同上、2016年3月 - ）
- 深田恭子（ヱビス 華みやび、2017年3月 - ）
- 松岡昌宏、オクラホマ（クラシック、2014年1月 - 、北海道限定放映）
- 桐谷美玲（極ZEROシリーズ、2013年6月 - 、並行して2014年3月よりポッカサッポロ「グリーンシャワー」のCMにも出演）
- 赤星憲広（ラガービール、2013年 - 、関西地区限定）
- 二宮和也（麦とホップ、2018年3月 - ）
- 篠原涼子（同上、2018年3月 - 、並行してポッカサッポロ「キレートレモン」のCMにも出演）
- 窪田正孝（ホワイトベルグ、2018年4月 - ）
- 星野源（麦のくつろぎ、2018年3月 - 、かつて黒ラベル「大人エレベーター」のCMにも出演）
- 長谷川博己（サッポロチューハイ99.99、2018年8月 - ）
- 吉井和哉（サッポロ 本格辛口、2019年4月 - ）
- ソル・イナ（韓国俳優、2018年よりヱビスビール海外販売の商品名「サッポロプレミアムビール」の韓国CMに出演）
- 岩井ジョニ男（サッポロ男梅サワー、2021年1月 - 、Web-CM番組「はじめての梅ぇ横丁人情酒」シリーズに出演）
- 加藤里保菜（同上、岩井ジョニ男と共演）